# Messerschmitt Bf 110 Zerstörer (impiego operativo - parte 2)

## La nuova Zerstörerwaffe
A seguito dell'esperienza nella Battaglia d'Inghilterra, l'Oberkommando der Luftwaffe iniziò a diversificare l'impiego del Bf 110, constatando maggiore proficuità nelle missioni di attacco al suolo o anti-nave, possibilmente in condizioni di superiorità aerea o presenza di caccia di scorta amici. Nel combattimento aereo, i Bf 110 ebbero occasione di farsi ancora valere come intercettori di bombardieri nemici su tutti i Fronti. La Zerstörerwaffe fu profondamente riorganizzata. Alcuni ZG scomparvero, mentre nacquero nuove formazioni specifiche da cacciabombardieri. Fra gli ZG creati nel 1939, praticamente soltanto lo ZG 26 "Horst Wessel" rimase lo stormo Zerstörer che mantenne la stessa identità e ruolo per quasi tutta la guerra. Il secondo gruppo storicamente più longevo fu il II./ZG 76, che rimase attivo sino al novembre 1941, prima di essere convertito alla caccia notturna. Va detto, comunque, che nel corso degli anni si assistette alla formazione "ex novo" di stormi come lo ZG 1 e lo ZG 2 (già esistiti in precedenza, ma poi ridenominati o trasformati); nonché nacquero nuovi stormi Zerstörer tipo il ZG 101, a volte con dotazione promiscua di Bf 110, Ju 88 Kampfzerstörer e Me 410.
| Unità di Origine               | Periodo Trasformazione | Nuova unità | Comandante Gruppo                | Nuova Base Operativa             | Nuovi Bf 110 | Note                                                 |
| ------------------------------ | ---------------------- | ----------- | -------------------------------- | -------------------------------- | ------------ | ---------------------------------------------------- |
| I./ZG 76                       | settembre 1940         | II./NJG 1   | Major Walter Ehle (dal 06.10.40) | Deelen-Arnhem (Paesi Bassi)      | D1/U1        | alla Caccia Notturna                                 |
| 4./ZG 2 (ex ZG 52)             | settembre 1940         | 4./NJG 3    | Hauptmann Günther Radusch        | Schleswig (Germania)             | D1/U1        | alla Caccia Notturna                                 |
| V.(Z)/LG 1                     | ottobre 1940           | I./NJG 3    | Hauptmann Günther Radusch        | Vechta (Germania)                | D1/U1        | alla Caccia Notturna                                 |
| I./ZG 2                        | novembre 1940          | 4./NJG 2    | Major Karl Hülshoff              | Gilze Rijen (Paesi Bassi)        | D1/U1        | alla Caccia Notturna                                 |
| distaccamento dalla III./ZG 76 | gennaio 1941           | I.(Z)/JG 77 | Hauptmann Johannes Janke         | Kristiansand - Kjevik (Norvegia) | D            | Misto con Bf 109E della 6./JG 77, associato I./JG 77 |
| EGR 210                        | aprile 1941            | I./SKG 210  | Hauptmann Karl-Heinz Stricker    | Abbeville (Francia)              | D,E          | Cacciabombardieri                                    |
| III./ZG 76                     | aprile 1941            | II./SKG 210 | Hauptmann Rolf Kaldrack          | Stavanger - Sola (Norvegia)      | C,D,E        | Cacciabombardieri                                    |

## La Guerra nel Mediterraneo
Nel Fronte del Mediterraneo e in Italia, in particolare, i Bf 110 rimasero attivi dall'inizio del 1941 sino alla fine della Guerra. Questo teatro di operazioni fu particolarmente laborioso per gli equipaggi degli Zerstörer : per anni, furono costretti a frequenti spostamenti di base operativa; ad estenuanti missioni di pattugliamento a lungo raggio o ripartenze nella stessa giornata; e non di rado si ritrovavano a combattere in inferiorità numerica. Ciò era dovuto, fondamentalmente, allo scarso e piuttosto sparpagliato schieramento di Bf 110 nel Mediterraneo: dalle poche Staffeln Zerstörer disponibili, la Luftwaffe si aspettava un impegno costante e infaticabile. I rimpiazzi e i rinforzi per l'aviazione tedesca furono sempre lenti e tardivi nel giungere in Mediterraneo; soprattutto perché sia il Führer Adolf Hitler, che il Reichsmarschall Hermann Göring, inizialmente lo considerarono un teatro di guerra di importanza secondaria: soltanto quando iniziò l'invasione alleata dell'Italia, nel luglio 1943, il "Fronte Meridionale" acquisì improvvisamente notevole importanza ai loro occhi.

### Balcani e Grecia
All'inizio del 1941, dopo le pesanti perdite nella Battaglia d'Inghilterra, la Zerstörerwaffe era impiegata esclusivamente in ruoli difensivi, anche per dare occasione ai Gruppen di ricostituire le forze. Tuttavia, il fallimento iniziale della campagna italiana di Grecia e l'atteggiamento diplomatico incerto della Jugoslavia indussero i tedeschi a progettare l'Invasione della Jugoslavia e della Grecia. Per l'offensiva, la Luftwaffe schierò complessivamente:
- 280 Bombardieri medi Do 17, Ju 88 ed He 111
- 240 Bombardieri in picchiata Ju 87 Stuka
- 280 Caccia monomotori Bf 109E
- 80 Bf 110 Zerstörer

Agli 80 Zerstörer schierati nei Balcani, per supportare la fase iniziale dell'operazione si aggiunse, per qualche giorno, il III./ZG 26 presso Taranto, in Puglia. Questo Gruppe era già stato schierato in Sicilia e in Nordafrica, per aiutare gli alleati italiani nella Guerra del Mediterraneo.
| Zona Operazioni    | Division                                     | Gruppe o Staffel | Comandante                        | Basi di partenza | Bf 110  | Totali | Servizio |
| ------------------ | -------------------------------------------- | ---------------- | --------------------------------- | ---------------- | ------- | ------ | -------- |
| Iugoslavia, Grecia | Fliegerführer Arad, Arad, Romania            | I./ZG 26         | Hauptmann Wilhelm Makrocki        | Szeged           | C, D, E | 33     | 30       |
| Iugoslavia, Grecia | VIII. Fliegerkorps, Gorna Djunmaya, Bulgaria | II./ZG 26        | Hauptmann Ralph von Rettberg      | Krainici         | D, E    | 37     | 25       |
| Grecia             | VIII. Fliegerkorps, Gorna Djunmaya, Bulgaria | 7./LG 2          | Oberstleutnant Günther Lohmann(?) | Sofia-Vrazdebna  | E       | 10     | 9        |
| Iugoslavia         | X. Fliegerkorps, Taranto, Italia             | III./ZG 26       | Major Karl Kaschka                | Taranto          | D-3     | 48     | 40       |

Il 6 aprile 1941, il I./ZG 26 effettuò una missione di scorta bombardieri contro Belgrado e i Bf 110 dovettero scontrarsi con i combattivi Bf 109E della Aviazione Jugoslava; ex-caccia tedeschi venduti appena un anno prima dalla stessa Germania, nel tentativo di accattivarsi le simpatie del governo jugoslavo: cinque Bf 110 andarono persi, sebbene riuscirono ad abbattere due dei Bf 109E. Nella stessa giornata, il II./ZG 26 si scontrò con diversi Hawker Fury ed un paio di Bf 109E dell'Aviazione Jugoslava, abbattendo due Fury ed un Bf 109E, al prezzo di due Bf 110. Il III./ZG 26 colpì attraverso il Mare Adriatico e nei pressi di Sarajevo abbatté un Bf 109E ed un Ikarus IK-2 jugoslavi, senza perdite proprie. Già l'8 aprile, tuttavia, il III./ZG 26 dovette ritornare a Trapani, in Sicilia, dove era stato inizialmente schierato per aiutare la Regia Marina italiana nella Guerra del Mediterraneo; pertanto solo il I. e II./ZG 26 rimasero operativi nei Balcani. Le missioni di scorta ai bombardieri tedeschi furono normalmente effettuate dai Bf 110C, mentre i Bf 110E cacciabombardieri furono impiegati in supporto all'offensiva terrestre della Wehrmacht. Sin dal primo giorno di operazioni, la 7./LG 2 attaccò la Grecia, sotto la scorta dei propri BF 109E. Negli aeroporti militari greci, era presente anche la Royal Air Force; essendo la Grecia una vecchia alleata dei britannici. Quindi, si ripresentarono occasioni di scontro con gli Hurricane, che tra il 10 aprile e il 14 aprile abbatterono un paio di Bf 110. La RAF in Grecia disponeva anche di altri tipi di aerei, quali ad esempio i bombardieri Bristol Blenheim e i caccia Gladiator. Ma a differenza di quanto accaduto nella precedente Battaglia d'Inghilterra, questa volta i reparti Bf 110 ebbero generalmente la meglio: ad eccezione del primo giorno, che vide le consistenti perdite subite contro i Bf 109E jugoslavi, per il resto della Campagna dei Balcani e di Grecia le missioni degli Zerstörer registrarono sempre buoni successi. Dal 15 settembre, l'Aviazione Jugoslava cessò le operazioni (il governo avrebbe firmato la resa due giorni dopo). I Bf 110E bombardarono e mitragliarono le forze terrestri nemiche; e il 19 aprile, il I. e II./ZG 26 si trasferirono nella ex-base aerea greca a Larissa, appena catturata, per avvicinarsi ad Atene e al Mar Egeo. Il giorno successivo, volando di scorta per una massiccia formazione di bombardieri tedeschi diretti contro Atene, la 5./ZG 26 abbatté cinque Hurricane perdendo due Bf 110, nei pressi del porto del Pireo. Il 21 aprile 1941, la Grecia firmò l'armistizio, anche se l'isola di Creta non era stata ancora occupata dai tedeschi.

### Creta
I preparativi tedeschi per l'invasione di Creta durarono un mese. Nel frattempo, in preparazione alla battaglia, la Zerstörerwaffe fu portata a 114 Bf 110. Il I. e II.ZG 26 furono trasferiti nella base aerea di Argo, dove furono raggiunti dal II.ZG 76; che dopo la Battaglia d'Inghilterra era stato schierato sulla difensiva nella Baia di Helgoland. Essendo i Bf 110 gli unici caccia strategici a lungo raggio di cui disponevano i tedeschi, furono largamente impegnati nelle missioni di attacco al suolo contro bersagli militari nell'isola di Creta, nonché anti-nave, specialmente contro le forze della Royal Navy. Queste operazioni comportarono la perdita di almeno 12 Bf 110 ad opera del fuoco contraereo nemico; mentre i caccia britannici in difesa di Creta erano soprattutto Gladiator e pochi Hurricane, che combatterono valorosamente. Andrebbe ricordato che tra le vittime causate dalla contraerea britannica vi fu, il 14 maggio, anche il Leutnant Sophus Baggoe; che sino a quel momento si era distinto nel dogfight tra tutti i piloti della Zerstörerwaffe, con l'abbattimento di 14 caccia nemici: fu abbattuto con il suo marconista mentre mitragliava l'aeroporto di Heraklion. Oltre alle perdite in missione subite in quei giorni, il 17 maggio la Zerstörerwaffe subì un cocente "scacco" ad opera dei Beaufighter del No. 262 Squadron, che attaccarono di sorpresa tre aeroporti catturati dai tedeschi: Hassani, Molaoi e Argos. In quest'ultimo, ben 13 Bf 110 furono mitragliati al suolo, dei quali tre distrutti.
Il 20 maggio 1941 i tedeschi lanciarono l'"Operazione Mercurio", l'invasione dell'isola di Creta condotta con forze paracadutate ed aviotrasportate. I Bf 110 ebbero un ruolo fondamentale nel fornire la scorta ravvicinata agli aerei da trasporto Ju 52 carichi di paracadutisti; ma nel frattempo proseguivano anche le operazioni di supporto tattico. Il giorno successivo, due Bf 110 andarono persi in azione, uno dei due pilotato dal Comandante di Gruppo Hauptmann Wilhelm Mackrocki, mentre attaccava una motonave da guerra britannica. Negli attacchi anti-nave durante la battaglia di Creta, il pilota di maggior successo fu il Leutnant Johannes Kiel del I./ZG 26, che affondò almeno tre motonavi nemiche, e ne danneggiò altrettante. Al termine della battaglia, che durò sino al 1º giugno, il II.ZG 76 rientrò in Germania per la difesa aerea del Reich, lasciando il III./ZG 26 quale solo Gruppe Bf 110 operativo nel teatro del Mediterraneo.

### La missione in Iraq
Il 2 aprile 1941, un colpo di stato in Iraq avvicinò il Paese medio-orientale alle Potenze dell'Asse, poiché la Gran Bretagna era considerata un nemico comune; anche se non si giunse ad una vera alleanza. I tedeschi e gli italiani vollero offrire appoggio diplomatico e militare; ma infine soltanto i tedeschi si mossero, dopo che il 29 aprile i britannici ebbero lanciato l'attacco contro l'Iraq. Entro la prima metà di maggio, fu inviato in aiuto al Regno dell'Iraq il Sonderkommando Junk, una piccola forza aerea tedesca composta da:
- tre Junkers Ju 90, dieci Junkers Ju 52 e nove Heinkel He 111 del 4./KG 4
- dodici Bf 110D-2 e sette Bf 110E-1 del 4./ZG 76

Con equipaggi e comando tedeschi, ma con gli aerei appositamente riverniciati con insegne irachene, questa forza speciale giunse a Mosul; e partecipò alla Guerra anglo-irachena. I britannici disponevano nella zona di caccia Gladiator ed Hurricane, nonché bombardieri Blenheim.
I Bf 110 in Iraq effettuarono diverse missioni di attacco al suolo e un paio di missioni di scorta agli He 111; durante le quali abbatterono almeno due Gladiator. I britannici, comunque, godevano di superiorità di forze nella zona; e non furono affatto messi in difficoltà. Difatti, la missione tedesca in Iraq durò appena 10 giorni, poiché il "Sonderkommando Junk" non ricevette rinforzi; ne gli italiani inviarono tutti i caccia che avevano promesso. La contraerea e l'aviazione britanniche abbatterono alcuni Bf 110 ed He 111, quindi verso la fine di maggio i britannici bombardarono e mitragliarono ripetutamente la base aerea di Mosul, danneggiando al suolo vari aerei tedeschi. Già al 26 maggio, nessuno dei Bf 110 residui era più in condizioni di volare. I resti del "Sonderkommando Junk" furono quindi rimpatriati.
Piccola curiosità: quando i britannici catturarono la base aerea di Mosul, tra i resti degli aerei tedeschi trovarono un Bf 110E-1 riparabile, il N° 4035. Rimesso in condizioni di volare, lo Zerstörer in cattività britannica fu denominato "The Belle of Berlin", per essere impiegato come aereo da ricognizione e comunicazione. Volò per oltre un anno con piloti britannici: dapprima con il No. 11 Squadron in Iraq, quindi con il No. 267 Squadron in Egitto, e infine con il No. 89 Squadron. "The Belle of Berlin" andò perso accidentalmente in un atterraggio di emergenza in Sudan, mentre effettuava un volo di trasferimento in Sudafrica.

### Africa Settentrionale
Dopo la Campagna dei Balcani, l'unico Gruppe di Bf 110 che rimase stabilmente impegnato nella Guerra del Mediterraneo fu il III./ZG 26, che inizialmente era sparpagliato. Ai primi di giugno 1941, la 7ª squadriglia del III./ZG 26 era basata in Sicilia, per offrire copertura aerea alla rotta navale tra l'Italia e la Libia, che era insidiata dalla presenza britannica nell'isola di Malta. Un'altra staffel, la 9./ZG 26 era dislocata nell'isola di Creta, per proteggere le rotte navali fra la Grecia e l'Italia o la Libia. Il resto del Gruppe, ovvero la 8./ZG 26, era già schierato in Africa Settentrionale dal 30 gennaio 1941. Comunque, nel corso degli oltre due anni e mezzo di presenza nel Mediterraneo, le tre Staffeln del III./ZG 26 cambiarono spesso le basi operative, sia a causa del carattere "pendolare" del fronte di guerra in Nordafrica, sia a causa della vastità del teatro delle operazioni. Le versioni di Bf 110 impegnate in battaglia furono soprattutto D ed E nel 1941; E ed F nel 1942; F e G nel 1943. La versione E fu impiegata intensivamente nel ruolo di cacciabombardiere, mentre le versioni D ed F furono impiegate principalmente nella scorta ai bombardieri, caccia libera ed intercettazione di bombardieri nemici. L'ultima versione G fu la più flessibile e configurabile, quanto ad armamenti ed accessori, e fu impiegata indifferentemente in tutti i ruoli.

#### Tobruk
La 8./ZG 26 ebbe subito un impiego molto intenso: ricognizione armata, scorta bombardieri, caccia libera a lungo raggio, e supporto tattico per l'Afrika Korps. In particolare, per tutto il 1941, la 8./ZG 26 fu impegnata nell'area di Tobruk e Sidi el Barrani. La prima battaglia aerea tra i Bf 110 e la RAAF schierata in Nordafrica ebbe luogo il 19 febbraio 1941: gli Zerstörer, di scorta ad una squadriglia di Ju87 diretti contro bersagli a Tobruk, abbatterono due Hurricane perdendo un Bf 110.
Nei primi mesi in Nordafrica, la maggior parte delle perdite furono occasionali e per lo più imputabili alla contraerea nemica. Dalla metà di aprile, tuttavia, la Zerstörerwaffe in Libia fu progressivamente messa in seria difficoltà: sia perché la superiorità numerica dell'aviazione nemica iniziò a farsi sentire, sia per l'arrivo di un nuovo caccia nemico: il P-40 Tomahawk, che i britannici avevano ricevuto dagli americani tramite il programma Lend Lease. Il P-40 si rivelò un avversario molto competitivo: era più agile e veloce del Bf 110, oltre che abbastanza robusto e ben armato. I Bf 110 riuscirono ad abbattere diversi P-40, ma in generale il caccia statunitense riusciva ad avere la meglio. Ad esempio, il 30 giugno un gruppo di bombardieri in picchiata Ju 87 Stuka furono attaccati dai P-40 del No. 250 Squadron. Nonostante gli Stuka fossero scortati da un gruppo misto di Bf 109, Fiat G.50 e Bf 110, i P-40 abbatterono almeno due bombardieri, un Bf 110 e un G.50, senza subire perdite proprie.
L'azione più brillante dei Bf 110 in Nordafrica fu archiviata il 15 luglio: i Bf 110 stavano volando in ricognizione avanzata per un gruppo di Ju 87, quando si imbatterono in almeno 12 Hurricane; quindi i tedeschi si posizionarono in un largo "cerchio difensivo". Nessun Bf 110 né Ju 87 andò perduto, e l'Oberfeldwebel Richard Heller, sfruttando la potenza di fuoco del suo Bf 110, riuscì ad abbattere tre Hurricane in altrettanti minuti. Per questa impresa, unita ad altre vittorie già conseguite, Heller fu decorato con la croce di "Cavaliere della Croce di Ferro", diventando così il primo pilota dello ZG 26 a ricevere quella decorazione nel teatro del Mediterraneo. Tra l'altro, fra il maggio e l'agosto 1941, fu l'unica Staffel dello ZG 26 a riscuotere vittorie aeree.
All'inizio del novembre 1941, tutto il III./ZG 26 fu concentrato in Africa Settentrionale, nella base aerea di Derna, per un totale di 83 Bf 110. Nel tentativo di contrastare l'ammassamento delle forze nemiche, che evidentemente si stavano preparando ad un'operazione in grande stile, i Bf 110 e i bombardieri tedeschi puntarono direttamente sugli aeroporti avversari, che però risultarono ben difesi. Il 15 novembre, ad esempio, una squadriglia di Ju 88 scortata da una di Bf 110 furono intercettate da un intero gruppo di Hurricane, il No. 33 Squadron. Gli Zerstörer furono salvati grazie al provvidenziale intervento dei poco lontani Bf.109F del I./JG 27, che fungevano da scorta d'alta quota; ma tre Bf 110 furono comunque abbattuti dal fuoco contraereo della base britannica. I mesi successivi proseguirono su questo tono, con perdite giornaliere, poiché dal 18 novembre i britannici lanciarono l'Operazione Crusader per conquistare la Cirenaica. Avendo schierato, per l'offensiva, circa il doppio degli aerei di cui disponevano le forze dell'Asse nella zona, i britannici sembrarono inarrestabili. Oltre al problema dell'inferiorità numerica, per lo ZG 26 risultò micidiale la combinazione dei caccia nemici Hurricane e P-40; e gli Zerstörer subirono pesanti perdite nei combattimenti aerei. Tra i caduti, il 4 dicembre vi fu il Comandante di Gruppo Major Kaschka. Rimpiazzato dallo Hauptmann Steinberger, questi cadde a sua volta il 24 dicembre. Quella che per il Bf 110 stava per diventare una riedizione della Battaglia d'Inghilterra in Nordafrica, giunse alla conclusione alla fine di dicembre. L'"Operazione Crusader" esaurì il suo slancio anche perché i britannici dovettero dirottare parte delle forze dall'Africa in Malaysia, per contrastare la nuova offensiva dei Giapponesi nell'Oceano Pacifico che avrebbe poi condotto alla Battaglia di Singapore.

#### El Alamein
Dopo aver sopportato l'urto dell'Operazione Crusader, la 8./ZG 26 fu costretta a rimpatriare temporaneamente per rimpiazzi, causa eccesso di perdite; per poi unirsi alla 7ª e 9./ZG 26, tutte trasferite a Catania, in Sicilia, poiché bisogno dei Bf 110 per la copertura aerea delle rotte navali e per la scorta di bombardieri diretti contro Malta. Soltanto il 24 maggio 1942 l'intera III./ZG 26 si ritrovò nuovamente a Derna, dopo avere ricevuto aerei e piloti di rimpiazzo; per supportare la progettata offensiva dell'Afrika Korps che avrebbe dovuto conquistare l'Egitto. Per due mesi, i Bf 110 furono nuovamente impegnati a fondo in missioni di scorta a bombardieri Ju 88 e Ju 87, missioni di attacco al suolo ed occasionalmente caccia notturna; poiché i bombardieri britannici colpivano anche di notte. In questo ruolo, si distinse l'Oberleutnant Alfred Wehmeyer, con l'abbattimento di tre Wellington. I P-40, che tra l'altro stavano migliorando qualitativamente nella nuova versione Kittyhawk, rimanevano un serio ostacolo per gli Zerstörer. Ma essendo questi i migliori caccia multiruolo a lungo raggio di cui disponeva la Luftwaffe in Africa Settentrionale, il loro impiego fu obbligato, e le perdite di Bf 110 tornarono a salire. Dopo la riconquista di Tobruk da parte dell'Asse, ai primi di giugno, la RAF reagì con una potente offensiva aerea, per coprire la ritirata delle truppe britanniche. Per rinforzare i ranghi, a causa della lentezza e scarsità di rimpiazzi dalla Germania, la 8./ZG 26 fu infine costretta a "prendere in prestito" i meno armati Bf 110C-5, in dotazione alle squadriglie da fotoricognizione della Luftwaffe in Nordafrica.

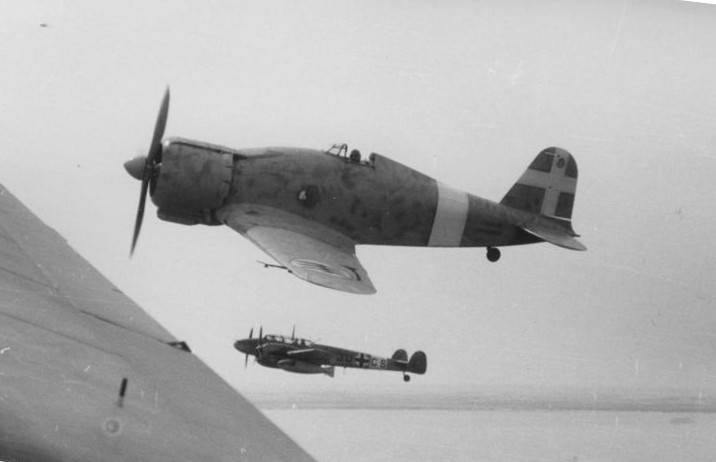
Un caccia italiano Fiat G.50 in missione di scorta ravvicinata per alcuni Bf 110

Il 1º luglio iniziò la prima battaglia per El Alamein; e gli equipaggi dei Bf 110 della III./ZG 26, oltre a doversi misurare con gli Hurricane e i P-40, si scontrarono per la prima volta anche con i nuovi arrivati Spitfire Vc: dotati della stessa potenza di fuoco degli Zerstörer, risultarono essere ancora più agili e veloci dei primi Spitfire incontrati durante la Battaglia d'Inghilterra. Considerando i precedenti contro gli Spitfire in quella sanguinosa battaglia del 1940, nonché le perdite sofferte contro i P-40 sin dall'autunno 1941, il Comando locale della Luftwaffe decise infine di rimuovere i Bf 110 dagli ormai troppo rischiosi ruoli di scorta bombardieri e caccia libera; impiegando la III./ZG 26 esclusivamente nel ruolo di intercettori di bombardieri nemici o di appoggio tattico alle forze terrestri, ma comunque sempre sotto la scorta di caccia monomotori amici, come i Bf 109F o gli italiani Macchi MC.202. Grazie alla loro protezione, i Bf 110 impegnati ad El Alamein riuscirono ad effettuare con successo molte missioni di attacco al suolo. Tra l'altro, la 8./ZG 26 disponeva ancora di tre Bf 110C-6 con cannone anticarro da 30mm, che sino ad allora si erano rivelati molto utili per distruggere i mezzi corazzati nemici.
All'inizio di agosto, il fronte in Nordafrica sembrava nuovamente stabile; e il III./ZG 26 fu nuovamente diviso: la 8./ZG 26 rimase a Derna, impegnata in missioni di supporto tattico e intercettazione bombardieri intorno ad El Alamein; mentre le altre due Staffeln (complessivamente 46 Bf 110) furono richiamate frettolosamente a Creta, a causa della comparsa di una nuova minaccia alleata: i quadrimotori americani B-24 Liberator, che agivano come bombardieri a lungo raggio anti-nave, partendo dalle loro basi in Palestina. Il 21 agosto 1942 i Bf 110 basati a Creta, scortando un convoglio navale, si scontrarono per la prima volta con i B-24 Liberator, riuscendo ad abbatterne due senza subire perdite. Anche gran parte dei successivi scontri si conclusero a favore dei Bf 110, nel rapporto fra vittorie aeree e perdite subite: nonostante fossero robusti e ben armati, i quadrimotori nemici, inviati in missione anti-nave, venivano spesso sorpresi in formazione sparpagliata; e ciò non aiutava i loro mitraglieri ad organizzare una mutua difesa.
Nel frattempo, la 8./ZG 26 si era stabilizzata nel ruolo di supporto tattico per l'Afrika Corps, effettuando quasi esclusivamente missioni di bombardamento e mitragliamento. Dal 23 ottobre, iniziò la Seconda battaglia di El Alamein; ed oltre alle missioni anticarro, i Bf 110 furono impiegati anche in coraggiose missioni di assalto diretto agli aeroporti nemici, nel tentativo di indebolire la forza aerea nemica. Tuttavia, i compiti da svolgere erano decisamente troppi, per l'esiguo numero di Zerstörer della 8./ZG 26 rimasti in campo; pertanto fu richiamata a Derna anche la 7./ZG 26. Questa Staffel si fece carico, tra l'altro, di effettuare la scorta a numerose missioni di rifornimento effettuate da Ju 52 provenienti dalla Grecia per il Nordafrica, scontrandosi soprattutto con Beaufighter. Ma, nonostante gli sforzi della Luftwaffe e della Regia Aeronautica, i britannici ebbero la meglio e il 5 novembre le forze dell'Asse iniziarono la ritirata.

#### Dall'Egitto alla Tunisia
Le sorti della Guerra nel Mediterraneo volsero decisamente a favore degli Alleati dall'8 novembre 1942, quando gli statunitensi misero in atto l'Operazione Torch, l'invasione del Marocco e dell'Algeria. Le forze italiane e l'Afrika Korps, già in rotta verso Ovest lungo la costa settentrionale tra Egitto e Libia, furono così prese tra due fuochi. L'intera Luftwaffe in Nordafrica fu impegnata nel coprire la ritirata delle truppe dell'Asse da est. Tobruk fu riconquistata dalle forze britanniche il 13 novembre; pertanto le squadriglie della ZG 26 dovettero cambiare basi aeree. Diversi Zerstörer Schwarme (elementi di Staffeln, tipicamente di 4-8 Bf 110) furono distaccati a Biserta, Susa e Tunisi, in qualità di complemento ai caccia monomotori tedeschi ed italiani in quelle basi in Nordafrica; mentre gran parte del III./ZG 26 tornò a Trapani, in Sicilia.
Un rinforzo giunse dai nuovi Me 210 del III./ZG 1, basati a Catania in Sicilia, che il 19 novembre iniziarono a cooperare con i Bf 110 basati a Creta, per missioni di ricognizione armata lungo le coste libiche. Tuttavia i nuovi Zerstörer, contrariamente alle aspettative, non si rivelarono più validi del Bf 110, nel combattimento contro i caccia monomotori britannici, e si registrarono perdite equivalenti sia nel III./ZG 26 che nel III./ZG 1. Comunque, nella stessa base aerea presso Catania, giunsero anche i Bf 110G-2 del II./ZG 1.
L'arrivo degli statunitensi significò anche l'arrivo di nuovi tipi di aerei nemici, quali il P-38, il B-25 ed il B-26. Dal gennaio 1943, il Nordafrica e la porzione di Mar Mediterraneo compresa fra la Tunisia e Creta divennero un teatro di battaglie aeree senza speranza per la Luftwaffe. Sia i Bf 110 che i Me 210 erano regolarmente impegnati nella scorta di convogli navali ed aerei, assolutamente vitali per il rifornimento delle truppe dell'Asse in Africa; ma le Zerstörer Staffeln, nei migliori casi, riuscivano ad abbattere tanti aerei nemici quanti ne perdevano; senza mai riuscire, comunque, ad evitare l'affondamento di qualche nave o l'abbattimento di qualche aereo da trasporto. In particolare, la combinazione di bombardieri USAAF in attacco anti-nave scortati da P-38, si dimostrò sempre durissima da affrontare: ad esempio, il 3 febbraio la scorta di quattro Bf 110 ad un piccolo convoglio di petroliere finì con l'abbattimento di tre Zerstörer, ed un unico rientrato alla base seriamente danneggiato; senza alcuna vittoria aerea. I successi dei Bf 110, in quel teatro, divennero quindi molto rari. Una delle poche vittorie fu colta il 17 marzo, quando nove bombardieri britannici Beaufort in missione anti-nave, pur scortati da Beaufighter, furono colti di sorpresa da quattro Bf 110 (di base a Trapani): cinque dei bombardieri britannici furono abbattuti. Ma queste rare vittorie venivano messe in ombra da cocenti sconfitte, come quella subita il 5 aprile: una piccola flotta di aerei da trasporto Ju 52 diretti a Tunisi, scortata da sei Bf 110 e 12 caccia italiani, fu intercettata da due gruppi di P-38 (oltre 40 caccia): almeno 14 Ju 52 e due Bf 110 furono abbattuti.
I P-38 non risultarono essere molto più agili dei Bf 110F: il P-38 era effettivamente più agile sopra gli 8000 metri di quota, ma a quote più basse la manovrabilità dei due aerei era molto simile; e nel teatro del Mediterraneo la maggior parte degli scontri aerei avvennero da un massimo di 6000 metri fino a rasoterra. I P-38, tuttavia, avevano un deciso vantaggio sui Bf 110, specie su quelli appartenenti alle versioni sino alla E, in termini di accelerazione, velocità massima orizzontale e velocità di salita; e i piloti americani seppero sempre sfruttare questi vantaggi. Soltanto i piloti di Bf 110 più esperti riuscivano ad ingaggiare un dogfight contro i P-38 con sufficienti possibilità di successo. A mano a mano che la morsa alleata si stringeva sulla Tunisia, comunque, i più temuti caccia monomotori nemici ad elevate prestazioni giunsero a portata di azione; e le conseguenze furono ancora più dolorose per la Luftwaffe. Il 18 aprile avvenne il cosiddetto "Massacro della Domenica delle Palme": una flotta di almeno 60 aerei da trasporto Ju-52, partita da Tunisi per tornare in Sicilia, scortata da Bf 110G-2 del II./ZG 1 e Bf 109 della JG 27, fu intercettata da vari gruppi caccia alleati che comprendevano P-38, P-40 e Spitfire V: complessivamente, ben 24 Ju-52 furono abbattuti ed altri 35 risultarono danneggiati, mentre della scorta caddero un Bf 110 e nove Bf 109.
Ma nonostante gli esiti scoraggianti di molte missioni, la Luftwaffe persistette in ruoli offensivi in Tunisia, per coprire la ritirata delle truppe amiche. Il 1º maggio, 15 Bf 110 del II./ZG 1 furono inviati in caccia libera presso Capo Bon: tre furono abbattuti, senza che la squadriglia riportasse alcuna vittoria. Quella che ormai era divenuta una lotta esclusivamente in perdita per il controllo del Nordafrica, si concluse il 14 maggio 1943, con la capitolazione delle ultime forze dell'Asse in Tunisia.

### Italia
Gli Zerstörer giunsero per la prima volta nelle basi aeree italiane nel dicembre 1940, e la loro presenza in Italia durò fino all'estate 1943; se non si considerano anche i pochi Bf 110C-3 prima in carico alla Regia Aeronautica, poi in carico all'Aeronautica Nazionale Repubblicana, destinati però alla caccia notturna.

#### L'assedio di Malta
L'isola di Malta, roccaforte aeronavale britannica nel Mar Mediterraneo, fu oggetto di pesanti bombardamenti per ben tre anni, condotti sia dalla Regia Aeronautica che dalla Luftwaffe. Il 14 dicembre 1940 i Bf 110 del X. Fliegerkorps (comprendente il III./ZG 26) presero base a Palermo e Trapani, in Sicilia, sia per scortare le ondate di bombardieri italiani e tedeschi diretti contro Malta, sia per effettuare operazioni aeronavali, di scorta ai convogli amici o attacco alle navi nemiche. Nel corso degli anni successivi, le Staffeln del III./ZG 26 si sarebbero periodicamente alternate in questa base siciliana, e dall'inizio del 1943 anche una parte del ZG 1 sarebbe giunta in Sicilia, a Catania. La zona di mare fra il Canale di Sicilia, Malta e il Mar Ionio furono intensamente pattugliate dai Bf 110, in particolare fra l'inizio del 1941 e il giugno 1943.
La prima missione del III./ZG 26 contro Malta avvenne il 16 gennaio 1941, quando 20 Bf 110 scortarono 17 Ju 88 diretti a colpire la portaerei HMS Illustrious, ancorata nel porto dell'isola per riparazioni. Malta dipendeva strettamente dai rifornimenti britannici via mare; e riceveva gli aerei di rinforzo direttamente dalle portaerei britanniche.
Al 22 febbraio 1941, risultavano complessivamente assegnati in Sicilia 40 Bf 110D-3; una variante specializzata nelle missioni a lungo raggio sul mare. Malta era l'obiettivo di molte delle missioni di scorta bombardieri effettuate dai Bf 110 di base in Sicilia: oltre ad essere ben difesa da artiglierie contraeree, l'isola presentava la minaccia delle squadriglie caccia britanniche Gladiator e Hurricane; che agivano non solo per difesa, ma svolgevano anche missioni di intercettazione contro le flotte degli aerei da trasporto italiani e tedeschi, che facevano la spola tra la Sicilia e il Nordafrica per rifornire le truppe dell'Asse. Se all'inizio del 1941 la forza di Bf 110 in Sicilia era sembrata sufficiente allo scopo, dal marzo tuttavia, a causa della necessità di trasferire buona parte del ZG 26 in Nordafrica, rimase a Trapani la sola 9./ZG 26; che contava 15 Bf 110 e rimase in Sicilia sino ai primi di novembre. Con il passare dei mesi, il lavoro dei pochi Zerstörer si rivelò sempre più difficile: dalla metà del 1941, iniziarono ad arrivare a Malta gli Hurricane II muniti di cannoni, i caccia pesanti Beaufighter e i bombardieri Blenheim.
Fortunatamente per gli Zerstörer, Malta rientrava geograficamente nel raggio di azione anche di diverse squadriglie di caccia monomotori Bf 109 e caccia italiani basate in Sicilia, che garantirono aiuto ai Bf 110, riducendo le possibilità di perdite. Tuttavia, entro la fine dell'anno, circa il 60% delle navi da trasporto italiane e tedesche, che tentarono di fare la spola tra l'Italia e il Nordafrica, furono seriamente danneggiate o affondate dalle forze aeronavali britanniche di base a Malta. Pertanto, all'inizio del 1942 la Luftwaffe decise di intensificare la campagna di bombardamenti contro l'isola. A tale scopo, dal gennaio sino ai primi di maggio, tutto il III./ZG 26 fu trasferito a Catania, sia per effettuare la scorta ai bombardieri che per garantire una migliore copertura alle rotte di rifornimento per il Nordafrica. Tra le vittime dei Bf 110 vi furono soprattutto caccia pesanti Beaufighter, bombardieri Blenheim e Martin Maryland; le perdite furono abbastanza modeste. L'azione più significativa avvenne il 21 marzo, quando gli Zerstörer assaltarono direttamente, nel ruolo di cacciabombardieri, la base aerea di Takali: intercettati dagli Hurricane, lo scontro finì con il danneggiamento dell'aeroporto, un caccia britannico abbattuto e nessun Bf 110 perso.
Alla fine di aprile 1942, Hitler e Mussolini concordarono che un'eventuale invasione di Malta (per la quale fu preparato un piano, l'Operazione C3) si sarebbe effettuata dopo l'offensiva dell'Asse in Africa Settentrionale. Quindi, verso la fine di maggio il III./ZG 26 abbandonò la Sicilia, per supportare l'offensiva in Africa; ma vi fu un'occasionale ritorno della 8./ZG 26, trasferita da Creta, in concomitanza della Operazione Pedestal a metà agosto: per l'occasione, i Bf 110 furono inviati temporaneamente a Palermo. Il pomeriggio dell'11 agosto, la 8./ZG 26 scortò i bombardieri He 111 del KG 26 che, nel ruolo di aerosiluranti, tentarono di colpire le navi britanniche. I Bf 110 vennero in contatto con i Sea Hurricane della portaerei di scorta al convoglio navale, riuscendo ad abbattere due dei caccia britannici al prezzo di uno Zerstörer, ma senza perdite per gli He 111. Complessivamente, ben nove delle 14 navi di rifornimenti furono affondate dagli attacchi aerei della Luftwaffe e della Regia Aeronautica; ma le sole cinque navi che giunsero a Malta furono comunque sufficienti ad aiutare l'isola a resistere ancora. I Bf 110 lasciarono nuovamente la Sicilia e tornarono solo dopo alcuni mesi, all'inizio del 1943; ma a quel punto le forze dell'Asse non erano più in grado di effettuare un'invasione dell'isola.

#### Sicilia, Salerno e Roma
Dai primi di aprile 1943, quasi tutti i Bf 110 della III./ZG 26 risultarono ormai della versione G-2, la più avanzata delle Zerstörer. Il ZG 1 di base a Catania ne disponeva già in quantità dall'inizio dell'anno. La versione G-2 si dimostrò un po' più competitiva contro i P-38 statunitensi, poiché nel teatro del Mediterraneo i P-38 schierati appartenevano alle versioni più vecchie F e G; anche se il divario rimaneva a favore del caccia americano. Secondo molti piloti, inoltre, il Bf 110G-2 era capace di combattere efficacemente contro gli ormai superati Hurricane; peraltro in via di estinzione, nei ruoli di superiorità aerea. Anche per i G-2, i nemici più temibili del Mediterraneo rimanevano comunque il P-40 (le cui ultime versioni erano agili e veloci) e lo Spitfire V.
Il 18 aprile, un gruppo di bombardieri quadrimotori americani B-17 Flying Fortress si diressero per la prima volta contro l'Italia, per colpire Palermo, scortati da numerosi P-40. I Bf 109 e i MC.202 riuscirono ad impegnare ed allontanare la scorta americana, mentre i Bf 110 si dedicarono ai bombardieri: un B-17 abbattuto dall'Oberfeldwebel Grab, ed altri due danneggiati; nessuna perdita per gli Zerstörer, anche se effettivamente il successo fu modesto, rispetto all'occasione prospettatisi. I Bf 110G-2 impegnati nel Mediterraneo, difatti, non erano in configurazione "Pulkzerstörer", pertanto non disponevano di alcun armamento pesante: il G-2 "base" prevedeva le classiche quattro mitragliatrici da 7,92 mm (poco utili contro i B-17) e due cannoni da 20 mm.
Dopo la resa delle forze dell'Asse in Tunisia, nel mese di maggio il II./ZG 1 fu trasferito a Montecorvino, nei pressi di Salerno; in giugno anche il III./ZG 26 lasciò la Sicilia, trasferito all'aeroporto di Ciampino, nei pressi di Roma: il rischieramento di entrambi i Gruppen fu necessario per provvedere alla difesa aerea contro i bombardieri nemici. In luglio, gli Alleati mossero contro la Sicilia, mettendo in atto l'Sbarco in Sicilia. Conseguentemente, l'11 luglio 1943 i Bf 110 del II./ZG 1 furono impegnati in missioni a lungo raggio come cacciabombardieri, nel tentativo di aiutare le divisioni terrestri "Hermann Göring" e "Livorno" a controbattere l'invasione alleata in Sicilia. Il II./ZG 1 subì pesanti perdite, sia per mano della contraerea che della caccia angloamericane. Nel frattempo, i Bf 110 del ZG 26 furono più intensivamente impiegati nella difesa aerea, specie il 19 luglio, quando avvenne il primo bombardamento di Roma.
A causa delle perdite subite, il 31 luglio il III./ZG 26 ricevette ordine di tornare in Germania, per rimpiazzi e rischieramento nel ruolo di "Pulkzerstörer" per la difesa del Reich. Un paio di settimane dopo, anche il II./ZG 1 ricevette ordine di abbandonare il teatro del Mediterraneo, trasferendosi a Brest, per difendere le basi degli U-Boote.

## Il Fronte Orientale
Nei primi anni di operazioni sul Fronte Orientale i caccia sovietici non erano qualitativamente temibili quanto quelli incontrati nei cieli britannici nel 1940: la Zerstörerwaffe ebbe occasione di conseguire notevoli successi, specie nel ruolo di "Artiglieria Volante" a supporto della Wehrmacht. Questi successi furono dovuti in massima parte a due fattori: la superiorità aerea, di cui i tedeschi godettero sino alla Battaglia di Kursk nell'estate 1943; nonché la vastità del teatro delle operazioni, che offriva numerosissimi bersagli terrestri da colpire.

### Operazione Barbarossa
L'offensiva dell'Asse contro l'Unione Sovietica si scatenò il 22 giugno 1941. All'interno dell'immenso schieramento tedesco di 3.500.000 uomini e 2770 aerei, la Zerstörerwaffe inviata ad Est era una piccola minoranza: un totale teorico di 179 Bf 110 (ma non tutti atti al servizio, in quella mattina) ripartiti soprattutto fra il ZG 26 e lo SKG 210. Del totale, facevano parte 18 Bf 110 che risultavano equamente ripartiti tra gli Stukageschwader 1, 2 e 77; i quali però agivano come caccia di scorta propria di quei reparti di Ju 87.
Secondo alcune Fonti, il Reichsmarschall Göring, che dopo la Battaglia d'Inghilterra aveva perso fiducia nei Bf 110, per l'Operazione Barbarossa non ebbe intenzione di schierare un gran numero di Zerstöerer (al confronto, per la Battaglia di Inghilterra ne erano stati schierati quasi 450), sui quali peraltro inizialmente non fece molto affidamento: temendo una scarsa proficuità dei Bf 110 nei combattimenti aerei, li relegò all'attacco al suolo. A parte questa teoria, comunque, va notato che il ridotto impiego dei Bf 110 sul fronte orientale fu imputabile anche all'effettiva scarsità di queste macchine nel 1941: la Luftwaffe stava impiegando gli Zerstörer su tutti i fronti, e la produzione industriale era risultata largamente insufficiente a colmare le perdite precedentemente subite nella Battaglia d'Inghilterra. A parte i sopracitati I e II./ZG 26 e I e II./SKG 210, le altre forze Bf 110 disponibili erano il ZG 76, schierato per la difesa diurna in Germania; e il III./ZG 26, impegnato a fondo nel teatro del Mediterraneo. Effettivamente, per quella che era la produzione industriale, sarebbe stato difficile per la Luftwaffe schierare un numero maggiore di Bf 110 ad Est, per l'Operazione Barbarossa, al 22 giugno 1941.
In ogni caso, l'ordine di Göring di impiegare gli Zerstörer esclusivamente negli attacchi al suolo fece la fortuna del ZG 26 ed SKG 210 schierati ad Est, che si ritrovarono in una situazione altamente congeniale: le missioni di attacco al suolo in condizioni di superiorità aerea (specie sotto la scorta dei Bf 109) fecero registrare un numero di successi straordinariamente elevato. Probabilmente, i successi dei Bf 110 negli attacchi contro gli aeroporti e le truppe nemiche andarono ben oltre le aspettative della Luftwaffe nonché dello stesso Reichsmarschall Göring.
| Zona Operazioni                                   | Division                            | Gruppe o Staffel | Comandante                    | Basi di partenza | Bf 110  | Totali | Servizio |
| ------------------------------------------------- | ----------------------------------- | ---------------- | ----------------------------- | ---------------- | ------- | ------ | -------- |
| verso Mosca, poi verso Leningrado                 | VIII. Fliegerkorps, Suwaki, Polonia | Stab ZG 26       | Oberstleutnant Johann Schalk  | Suwalki          | E       | 4      | 4        |
| verso Mosca, poi verso Leningrado                 | VIII. Fliegerkorps, Suwaki, Polonia | I./ZG 26         | Hauptmann Herbert Kaminski    | Suwalki          | C, E    | 38     | 17       |
| verso Mosca, poi verso Leningrado                 | VIII. Fliegerkorps, Suwaki, Polonia | II./ZG 26        | Hauptmann Ralph von Rettberg  | Suwalki          | C, E    | 36     | 30       |
| verso Mosca                                       | II. Fliegerkorps, Radzyn, Polonia   | Stab SKG 210     | Major Walter Storp            | Radzyn           | E       | 5      | 4        |
| verso Mosca, poi rientrato in Germania per Me 210 | II. Fliegerkorps, Radzyn, Polonia   | I./SKG 210       | Hauptmann Karl-Heinz Stricker | Radzyn           | C, D, E | 41     | 33       |
| verso Mosca                                       | II. Fliegerkorps, Radzyn, Polonia   | II./SKG 210      | Hauptmann Rolf Kaldrack       | Radzyn           | C, D, E | 37     | 37       |

Durante la fase iniziale dell'Operazione Barbarossa la Zerstörerwaffe, favorita dalle buone condizioni meteorologiche e dalla superiorità aerea, si rivelò un'autentica "artiglieria volante". Dal 22 giugno al 27 settembre 1941, i quattro ZG Bf 110 volarono, ciascuno, fino a 3-4 missioni di attacco al giorno; e complessivamente distrussero al suolo almeno 1500 aerei sovietici (mitragliamento di aeroporti), 700 fra carri armati e postazioni di artiglieria, oltre 6000 veicoli terrestri di vari tipi (compreso il materiale ferroviario) e riscossero almeno 200 vittorie aeree. Il Gruppe di maggior successo fu il II./ZG26, i cui Bf 110 distrussero al suolo 741 aerei (mitragliamento di aeroporti), 148 carri armati, 166 postazioni di artiglieria, 3280 veicoli, 68 locomotive ferroviarie e 50 treni (in particolare, un treno blindato); oltre al bombardamento di numerose postazioni difensive nemiche, alla distruzione di quattro ponti e all'abbattimento di 96 aerei nemici. Le perdite subite, soprattutto per mano della contraerea sovietica, si attestarono intorno al 20% degli effettivi. Quanto alle basi operative impegnate, la progressiva spinta dell'esercito tedesco verso Mosca portò sempre un po' più avanti la Zerstörerwaffe, che giunse a stabilirsi presso l'aeroporto di Sloboda.
Il ZG 26 e SKG 210, tuttavia, cooperarono nella stessa zona operativa, al fianco del Gruppo di Armate Centro diretto verso Mosca, soltanto fino a metà luglio. Il ZG 26 ricevette quindi ordine di muovere verso Leningrado. Dopo il trasferimento presso la base aerea di Pskov, la nuova zona operativa del ZG 26 nei pressi di Leningrado fu caratterizzata da scontri con la caccia sovietica, eventuali missioni di caccia libera o scorta bombardieri; ma soprattutto corse di bombardamento e mitragliamento attraverso la fitta contraerea nemica. Quest'ultima si rivelò ben più pericolosa dei caccia avversari, che generalmente venivano ingaggiati con successo dai Bf 109 della scorta.
Il 30 settembre la Wehrmacht mise in atto l'Operazione Tifone, per tentare la conquista di Mosca. Soltanto lo SKG 210 era rimasto nel raggio di azione; ma nonostante l'importanza dell'operazione, lo stormo di Zerstörer fu diviso e ridotto nelle forze. Dal 1º ottobre, il I./SKG 210 ricevette ordine di rientrare in Germania, per essere riequipaggiato con i nuovissimi Me 210 (sarebbe tornato ad Est solo nel 1942). Pertanto, meno di 30 Bf 110 del solo II./SKG 210 rimanevano impegnati nell'area di Mosca per appoggiare l'Operazione Tifone. Neppure questi Bf 110, tuttavia, a causa delle pessime condizioni meteorologiche autunnali, riuscirono ad offrire un valido supporto tattico alle truppe terrestri per un tempo sufficiente all'offensiva. Dalla metà di ottobre, la maggior parte delle missioni da cacciabombardieri dovettero essere annullate in partenza, a causa del maltempo e della scarsa visibilità. Dalla metà di novembre, l'attività degli Zerstörer sul fronte orientale scese drasticamente: poche missioni volate, nonostante le proteste della Wehrmacht, causa freddo intenso, che spesso impediva anche solo l'accensione dei motori. Difatti, le squadre di terra (meccanici di aerei) della Luftwaffe non erano state sufficientemente addestrate per affrontare questo primo inverno russo; né disponevano di appropriati rifornimenti di olio motore e liquido anticongelante, adatti per far funzionare i motori con le basse temperature dell'inverno russo. Dai primi di dicembre, i sovietici approfittarono anche di questa temporanea immobilità, di molti reparti della Luftwaffe, per effettuare un massiccio contrattacco terrestre che fermò definitivamente l'Operazione Barbarossa e impedì la presa di Mosca da parte dei tedeschi.

### Operazione Blu
L'inverno 1941-42 fu lungo e poco attivo per la Zerstörerwaffe, sul Fronte Orientale. Le varie squadriglie furono, a turno, inviate in Germania per rimpiazzi di uomini e mezzi. Il I. e II./SKG 210 mutarono denominazione rispettivamente in I. e II./ZG 1. Il rientro in Germania fu definitivo per il I. e II./ZG 26, che entro la fine di aprile abbandonarono il Fronte Orientale per essere convertiti alla caccia notturna, con la denominazione I. e II./NJG 4. Lo ZG 1 al completo tornò sul Fronte orientale solo nel giugno 1942. Il I./ZG 1 arrivò con i nuovi Bf 110F-2 : sebbene questo Gruppe fosse stato richiamato in Germania sin dall'inizio autunno 1941, per essere riequipaggiato con i Me 210, all'atto pratico nessun Me 210 fu inviato ad Est, a causa di gravi problemi tecnici con gli aerei. Il II./ZG 1, veterano dell'inverno russo, mantenne invece la dotazione dell'ex II./SKG 210, ovvero i Bf 110C-4/B, C-6, ed E ; ma ricevette anche alcuni F-2. La nuova Operazione Blu prevedeva ora l'impiego della Zerstörerwaffe nel supportare le truppe dell'Asse verso un nuovo obiettivo strategico: Stalingrado.
Il mese di giugno fu impegnato dal ZG 1 nella Battaglia di Sebastopoli, sganciando centinaia di tonnellate di bombe sulle fortificazioni sovietiche nella penisola di Crimea, in particolare con ordigni SC 1000. All'inizio di luglio, mentre la Wehrmacht si spingeva verso Sud-Est, il ZG 1 operò nella zona di fronte compresa tra Vorošilovgrad e Rostov, con occasionali puntate ancora più a nord o a sud del settore, a seconda delle necessità. Alla fine di luglio, la maggior parte delle attività erano concentrate su Rostov e sopra il Mare di Azov, al seguito della 6. Armee. Il compito specifico del ZG 1 era prioritariamente di martellare le postazioni di artiglieria nemiche; e secondariamente di mitragliare le linee di rifornimento nemiche (strade e ferrovie). Fino ai primi di agosto, le perdite furono dovute in massima parte alla contraerea: l'aviazione sovietica continuava a farsi vedere di rado, al di sopra dei 3000 metri. L'11 agosto, per la prima volta dopo diverso tempo, un paio di Bf 110 furono persi in duello aereo, ad opera di un gruppo misto di caccia sovietici Lavochkin Gorbunov Gudkov LaGG-3 e Polikarpov I-16.
Dalle nuove basi di Armavir e Frolov, il ZG 1 ebbe come priorità le missioni anticarro. Data l'eccezionale resistenza delle corazze di alcuni tipi di carri armati sovietici, quali ad esempio i carri KV, i Bf 110 iniziarono ad impiegare le già collaudate bombe SC 1000 anche nel ruolo anticarro, con effetti altamente devastanti: un singolo ordigno poteva far saltare in aria 3-4 carri armati nemici, se vicini tra loro. Tra i piloti di Zerstörer decorati con la Croce di "Cavaliere della Croce di Ferro", in quel periodo, spiccò il Leutnant Herbert Kutscha del II/ZG-1, che fu accreditato della distruzione al suolo di: 44 aerei (mitragliamento di aeroporti), 41 carri armati, 15 treni, 11 postazioni di artiglieria e 157 camion o autoblindo. Complessivamente, dall'inizio dell'Operazione Blu ai primi di settembre 1942, lo ZG 1 arrecò all'Armata Rossa danni equivalenti alla distruzione di due divisioni corazzate. Tuttavia, il prolungato e intenso impiego nelle missioni di attacco al suolo, con conseguente esposizione al tiro contraereo nemico, ebbe un effetto devastante anche sulla ZG 1, che tra l'altro soffrì di lentezza nel ricevimento dei rimpiazzi dalla Germania.

### Stalingrado
La Battaglia di Stalingrado per i Bf 110, ora di base a Krasnodar, fu in parte una riedizione dei problemi già vissuti durante la Battaglia di Mosca nell'anno precedente; ma con l'aggravante di un'accresciuta presenza numerica della caccia sovietica, nonché della mancanza di regolari rimpiazzi dalla Germania. Il 19 settembre il I./ZG 1 effettuò una missione di bombardamento contro uno scalo ferroviario a nord-est di Stalingrado, e subì la perdita di un paio di Bf 110 ad opera della caccia nemica. Le settimane successive proseguirono su questo tono: piccole perdite occasionali di 1-2 aerei ad opera della contraerea o della caccia sovietica, che però non potevano essere facilmente rimpiazzate. Il problema principale per i Bf 110 contro la caccia sovietica, sopra Stalingrado, non fu tanto la sopravvivenza nei combattimenti aerei; quanto piuttosto il fatto che la caccia sovietica, pur infine soccombendo ai Bf 109 di scorta ai Bf 110, distoglieva gli Zerstörer dagli attacchi al suolo, vanificandone in parte l'efficacia.
Ancora una volta, l'Armata Rossa scatenò una massiccia offensiva invernale, l'Operazione Urano dal 19 novembre; ben sapendo che la Luftwaffe non sarebbe stata in grado di intervenire efficacemente in appoggio alla Wehrmacht, in particolare alla 6. Armee, per via delle condizioni climatiche avverse: entro dicembre, un totale di 15 Bf 110 sarebbero andati perduti in incidenti in fase di decollo o atterraggio. Nonostante il coraggio mostrato dagli equipaggi, che decollavano e atterravano su piste ghiacciate con i normali pneumautici, alla fine di novembre l'attività si ridusse forzatamente al minimo. Tra i piloti che si erano maggiormente distinti in quel periodo, il 29 ottobre fu decorato con la Croce di "Cavaliere della Croce di Ferro" il Leutnant Rudolf Sheffel del I./ZG 1, che fino a quel momento aveva abbattuto 5 caccia sovietici e distrutto al suolo almeno 50 carri armati; e il 25 novembre la stessa decorazione fu conferita all'Oberfeldwebel Hans Peterburs: 18 caccia abbattuti, 26 aerei mitragliati al suolo e 19 carri armati distrutti. Ma ormai la Zerstörerwaffe era già quasi ferma.
Difatti, nonostante parte dei problemi tecnici (tipo le forniture del giusto tipo di olio motore e di liquido anticongelante per radiatori) fossero stati risolti, rispetto all'inverno precedente, le pessime condizioni meteo imponevano spesso la cancellazione delle missioni sul nascere; e quando le missioni venivano effettuate ugualmente, si verificavano esiti disastrosi. Dalla fine di novembre, tra l'altro, cessarono i rincalzi Bf 110 dalla Germania, riprendendo in quantità ridotta solo a metà gennaio. Come conseguenza, il 1º febbraio 1943 l'intero ZG 1, ridotto ad una forza complessiva di soli 10 Zerstörer, tra aerei persi in incidenti ed aerei persi in missione, batté in ritirata tornando a Rostov e Novocherkassk.

### Kursk
Dopo la pesante sconfitta tedesca a Stalingrado, la ZG 1 iniziò a ricevere dalla Germania i nuovi Bf 110G-2 di rincalzo; ma avvennero diversi fatti che indebolirono la Luftwaffe sul Fronte Orientale:
- Dal gennaio 1943 la Ottava USAAF e il Comando Bombardieri della Royal Air Force avevano iniziato a bombardare metodicamente le città, gli impianti industriali e le installazioni militari in Germania e nei territori occidentali occupati dal Terzo Reich. La Luftwaffe fu costretta a rinforzare le posizioni ad Ovest, pertanto gran parte della produzione di caccia fu assorbita per la difesa aerea del Reich e dei territori occupati.
- La guerra nel Mediterraneo richiedeva pure nuovi rinforzi, e alla fine di marzo il II./ZG 1, con i suoi nuovi Bf 110G-2 fu trasferito in Sicilia; lasciando al momento il solo I./ZG 1 sul Fronte Orientale. Lo stesso accadde per diversi altri Gruppen di caccia e bombardieri.
- L'Aviazione Sovietica (VVS), al contrario, iniziava a rinforzarsi numericamente e qualitativamente. Dall'inizio del 1942, continuavano a giungere in gran quantità i caccia forniti dagli USA attraverso il programma Lend-Lease, soprattutto P-39 e P-40; e comparvero nuovi competitivi caccia sovietici, quali lo Yakovlev Yak-9 e il Lavochkin La-5FN.

In aprile, con il disgelo, ripresero le operazioni aeree, mentre le forze terrestri erano impedite dal fango. Il I./ZG 1 prese base a Kramatorsk, finché il 22 aprile ricevette ordine, assieme a tutto l'VIII. Fliegerkorps, di spostarsi più a nord per appoggiare una nuova offensiva terrestre della Wehrmacht. L'ordine fu intercettato dai Servizi Segreti britannici e trasmesso ai sovietici. Questa ed altre fonti di informazioni allertarono l'Armata Rossa circa le intenzioni dei tedeschi di colpire il saliente di Kursk. L'Operazione Cittadella, che i tedeschi lanciarono ai primi di luglio, non colse affatto di sorpresa i sovietici, che anzi dalla fine di aprile ebbero tempo per prepararsi ad una tenace difesa aero-terrestre del saliente. Sapendo che la Luftwaffe poteva colpire efficacemente i carri armati, l'artiglieria e le postazioni difensive sovietiche, la VVS ricevette ordine di lanciare nella battaglia tutte le forze aeree disponibili, per mantenere costantemente impegnata la Luftwaffe, a qualsiasi costo. Comunque, il logoramento delle due forze aeree iniziò già a metà aprile, poiché la VVS sin dall'inizio del nuovo anno aveva inteso assumere l'offensiva, per indebolire la Luftwaffe prima che iniziassero le battaglie terrestri estive.
Lo svolgimento della gigantesca battaglia di carri armati, che ebbe luogo fra il 5 luglio ed il 23 luglio 1943, fu caratterizzato anche da una gigantesca battaglia aerea sopra il saliente; come non si vedeva dai tempi della Battaglia d'Inghilterra. Nel primo giorno, il I./ZG 1 disponeva di soli 17 Bf 110G-2 efficienti. Nei giorni successivi, i rimpiazzi non colmarono del tutto le perdite; e in generale l'attività dei Bf 110 a Kursk fu caratterizzata da combattimenti aerei effettuati a bassa quota, durante le missioni di attacchi al suolo. Per rendere l'idea del livello di confusione nello scontro aero-terrestre, si potrebbe citare un ufficiale carrista tedesco che, riguardo al 12 luglio, commentò: "Ci ritrovammo di fronte una massa sconfinata di carri armati nemici. Le nubi di polvere rendevano difficile ottenere l'aiuto dalla Luftwaffe, e ben presto molti T-34 superarono la nostra linea i difesa e si sparpagliarono come topi su tutto il campo di battaglia." La coraggiosa tattica sovietica di mescolare i propri carri, in mezzo allo schieramento tedesco, fu un grosso problema per i Gruppen da attacco al suolo della Luftwaffe; che già trovavano difficile l'identificazione dei carri a causa delle nubi di polvere. I Bf 110 del I./ZG 1 volavano carichi di bombe ma esitavano a sganciarle, per paura di colpire accidentalmente i carri tedeschi, mentre dovevano cercare di evitare la contraerea e la caccia sovietica.
Al termine della gigantesca battaglia, i Gruppen da assalto della Luftwaffe avevano reclamato, complessivamente, la distruzione di 75 carri armati sovietici sul lato Nord e 161 sul lato Sud. Considerando che le cifre reali furono probabilmente inferiori, i risultati conseguiti non si potevano quindi paragonare a quelli degli anni precedenti; quando la sola Zerstörerwaffe (senza contare gli Ju 87 e Ju 88) era stata in grado di eliminare centinaia di mezzi corazzati sovietici: l'azione della VVS e la confusione nelle battaglie di carri ebbero un effetto determinante. Constatata anche l'avvenuta perdita della superiorità aerea da parte tedesca, fatto che impediva ai Bf 110 di operare efficacemente nel ruolo di cacciabombardieri, alla fine di luglio il I./ZG ricevette ordine di lasciare il Fronte Orientale, per dedicarsi alla difesa aerea del Reich.

## La guerra alle rotte dei rifornimenti
L'impegno degli Stati Uniti d'America con il programma Lend-Lease significò un fiume di rifornimenti per gli Alleati nonché l'Unione Sovietica. Per le Potenze dell'Asse e in particolare per il Terzo Reich, fermare questo fiume di rifornimenti rivestiva un'importanza cruciale, e costituì a tutti gli effetti un altro Fronte di Guerra.

### Norvegia e Murmansk

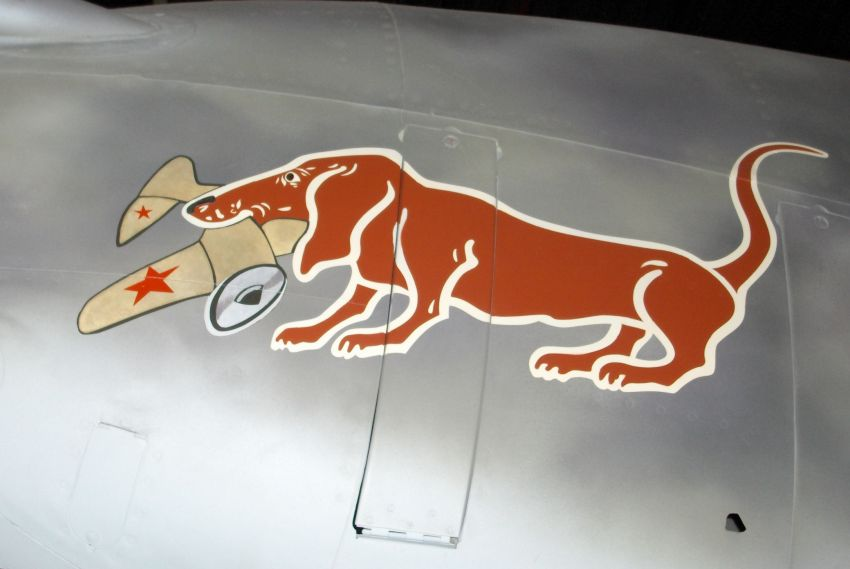
Il tipico stemma dipinto sui Bf 110 della 1.(ZG)/JG 77 (poi 13.(Z)/JG 5): un bassotto che stringe fra i denti un aereo sovietico.

Nell'estremo Nord, oltre il Circolo polare artico, il porto di Murmansk era il punto di approdo dei convogli navali alleati che rifornivano l'Unione Sovietica. La Wehrmacht fallì nel conquistare questo importante punto strategico; pertanto la guerra alle rotte dei rifornimenti alleati verso l'URSS fu condotta esclusivamente dalla Kriegsmarine e dalla Luftwaffe. Una particolare unità di Bf 110D, la 1.(Z)/JG 77 di stanza a Kirkenes in Norvegia (parte di un gruppo speciale, misto con Bf 109), era incaricata di scortare gli Ju 88 e gli Ju 87 in missioni di bombardamento contro Murmansk. Il munitissimo porto sovietico era difeso da numerose batterie contraeree e da aeroporti con reparti da caccia. Tuttavia, la 1.(Z)/JG 77, per una serie di coincidenze dovute alla storia della sua formazione, poteva vantare un gruppo di piloti di notevole livello di abilità ed esperienza: caso unico tra i reparti della Luftwaffe fino ad allora, infatti, la squadriglia era quasi interamente composta da ufficiali cosiddetti experten. Oltre a questa peculiarità, la 1.(Z)/JG 77 adottò anche un soprannome: "Dackelstaffel" o "Squadriglia del Bassotto", ispirato dalla presenza nella base aerea di tre cani bassotto, che erano considerati le "mascotte" del reparto.

#### "Dackelstaffel" 1941
Le missioni della "Dackelstaffel" contro Murmansk iniziarono il 28 giugno 1941. Nel primo mese di operazioni, tre Bf 110 andarono perduti ad opera del fuoco contraereo sovietico, ma i bombardieri riuscirono a provocare alcuni danni al porto. La caccia sovietica della zona, composta soprattutto da I-153 ed I-16, si rivelò inizialmente incapace di sconfiggere i Bf 109 e Bf 110. Preoccupati, i britannici inviarono al nord della Norvegia due portaerei, per attaccare i porti di Kirkenes e Petsamo, in modo da tagliare i rifornimenti ai reparti della Wehrmacht e della Luftwaffe nella zona. Il 30 luglio, le portaerei britanniche attaccarono, lanciando squadriglie di Albacore scortate da caccia Fulmar. I Bf 109 e Bf 110 reagirono prontamente, avvisati dalla locale stazione radar, e riuscirono ad abbattere 13 aerei britannici. La Royal Navy non tentò altre sortite. Un altro successo fu archiviato dalla Luftwaffe il 15 settembre, quando in una missione di caccia libera nei pressi di Murmansk, i Bf 110 abbatterono sette caccia sovietici senza alcuna perdita. Nel frattempo, la squadriglia aveva ricevuto anche i Bf 110E.
Dal novembre 1941, gli attacchi aerei tedeschi iniziarono a prendere di mira anche la linea ferroviaria che da Murmansk scendeva verso i centri di smistamento in Russia. In difesa della zona apparvero i caccia sovietici MiG-3 e LaGG-3, contro i quali i Bf 110 sembravano comunque competitivi. Ad esempio, il 4 novembre, due MiG-3 furono affrontati da due Bf 110, e lo scontro finì nettamente a favore dei tedeschi: entrambi i caccia sovietici furono abbattuti. Praticamente, fino a tutto il 1941, nella zona di operazioni intorno a Murmansk, le maggiori cause di perdite per la Luftwaffe furono le batterie di contraerea sovietiche e gli incidenti in fase di decollo o atterraggio, a causa del freddo intenso. In particolare l'inverno artico, con temperature che raggiungevano i -50 °C e poche ore di luce, impose lunghi periodi di intervallo tra le missioni. Per migliorare l'operatività, dai primi di novembre la I.(Z)/JG 77 iniziò a servirsi anche di un paio di aeroporti molto più a Sud, in Finlandia.
I bombardamenti tedeschi, comunque, offrivano scarsi risultati, poiché le forze impegnate dalla Luftwaffe contro Murmansk erano numericamente esigue: anche quando il tempo atmosferico consentiva i voli, tra una missione e l'altra passavano diversi giorni, a seconda della disponibilità degli aerei; e nessuna missione di bombardamento arrecava danni tali da mettere completamente fuori uso le strutture portuali e la linea ferroviaria: il flusso di rifornimenti per l'URSS continuò quasi sempre ininterrotto.

#### "Dackelstaffel" 1942
Dall'inizio del 1942 iniziarono ad arrivare nella zona anche gli Hurricane, i P-39 e i P-40 ricevuti dall'URSS attraverso il programma "Lend-Lease". Tuttavia, la qualità dei cacciatori sovietici nella zona lasciava ancora a desiderare; sia a causa dei programmi di addestramento piloti molto affrettati, sia della mancanza di un vero e proprio Centro di Controllo Caccia che coordinasse le azioni via radio. Come conseguenza, i tedeschi riuscivano a riscuotere successi anche combattendo in minoranza numerica. Ad esempio, il 24 gennaio un solo Bf 110, ai comandi del Feldwebel Theodor Weissenberger, fu inviato in missione di mitragliamento ordinario delle strutture ferroviarie verso Murmarsk, con appena un paio di Bf 109 come scorta ravvicinata. Il trio fu intercettato in successione da due pattuglie aeree sovietiche, la prima composta da quattro I-18 (I-16 Type 18) e poi l'altra da tre Hurricane. I due scontri si conclusero, complessivamente, con due vittorie aeree per Weissenberger (I-18 ed Hurricane) e altre due vittorie per i Bf 109. Nessun aereo tedesco perduto.
In marzo, la denominazione della squadriglia cambiò in 10.(Z)/JG 5; e l'attività aerea ricominciò in pieno. L'11 marzo i sovietici iniziarono a mostrare consistenza numerica: sei Bf 110 attaccarono un aeroporto nei pressi di Murmansk, e furono intercettati da quasi una ventina di caccia vari: Hurricane, MiG-3 e P-40. Lo scontro terminò con un Bf 110 abbattuto e due danneggiati, senza alcuna vittoria aerea per i tedeschi, che riuscirono a ritirarsi. Il 25 aprile, per la prima volta la VVS passò al contrattacco, inviando alcuni bombardieri Pe-2, che però furono respinti dai Bf 109 e Bf 110. Nell'occasione, Weissenberger abbatté due bombardieri. Seppur raramente, i bombardieri sovietici continuarono nelle sortite di "disturbo" sino alla fine dell'anno.
In maggio, i nuovi rincalzi portarono i Bf 110F-2, che erano un po' più competitivi nel combattimento aereo rispetto agli E e D. Tuttavia, anche la VVS nel settore si stava rinforzando, e gli scontri aerei si fecero più accesi. Il 10 maggio i Bf 110 di scorta ai Ju-87 dovettero difendere i bombardieri da una forza di ben 25-30 caccia MiG-3 ed Hurricane. Quella che poteva essere una battaglia aerea potenzialmente disastrosa per i tedeschi, si concluse invece con il reclamo di 15 vittorie aeree complessive per i Bf 109 e Bf 110, senza perdite tra i caccia tedeschi; e i Ju 87 riuscirono comunque a sganciare bombe sui bersagli. Evidentemente, il notevole livello di esperienza dei piloti tedeschi della Dackelstaffel continuava a far pendere l'ago della bilancia a favore della Luftwaffe. Tra i piloti di Bf 110 della Dackelstaffel, il già citato Feldwebel Theodor Weissenberger, tra l'ottobre 1941 ed il settembre 1942 (quando fu trasferito in Finlandia al II./JG 5, sui Bf 109), abbatté complessivamente almeno 23 caccia sovietici, tra i quali otto Hurricane.
In giugno, la squadriglia cambiò ancora denominazione, diventando 13.(Z)/JG 5, ed iniziò a scontrarsi anche con i P-39. Dall'inizio dell'estate, il ruolo dei Bf 110 come cacciabombardieri fu incrementato, rispetto alla scorta di bombardieri, poiché ormai la Luftwaffe aveva constatato che, nel settore di Murmansk, gli Zerstörer scortati dai Bf 109 conseguivano maggiori risultati distruttivi, negli attacchi al suolo, rispetto agli Ju-87 scortati da Bf 110. Questo cambio di tattica, tuttavia, significò anche una maggior esposizione degli Zerstörer Experten al fuoco della contraerea sovietica, con conseguenti perdite di buoni piloti da caccia. All'inizio dell'inverno 1942, la squadriglia tornò a trasferirsi in una base aerea più a Sud, a Kemijärvi, in cerca di condizioni climatiche più favorevoli ai decolli ed atterraggi. Tuttavia ciò non impedì il verificarsi di incidenti, a causa delle avverse condizioni meteorologiche. Ancora una volta, l'inverno artico si dimostrò temibile quanto un nemico in battaglia.

#### "Dackelstaffel" 1943
Il 17 febbraio 1943 la "Dackelstaffel" fece ritorno a Kirkenes; e il 28 febbraio volò la prima missione di scorta bombardieri dell'anno contro Murmansk. Dal marzo arrivarono i nuovi Bf 110G-2, che potendo caricare una vasta configurazione di armamenti, erano validi per ricoprire svariati ruoli. Nel frattempo però anche la VVS era notevolmente cresciuta in forze nel settore, sia quantitativamente che qualitativamente, e stava passando decisamente all'offensiva, in particolare con bombardieri Pe-2 e DB-3. Pertanto, nel corso del 1943 le missioni di attacco della 13.(Z)/JG 5 furono sempre più intercalate, ed infine sostituite, da missioni di intercettazione, per la difesa locale e la scorta aerea alle navi tedesche a nord della Norvegia. La città e il porto di Kirkenes furono bombardati dai sovietici ben tre volte nel solo mese di giugno; e i mercantili tedeschi, che rifornivano le forze germaniche del settore, erano frequentemente ricercati dalle forze anti-nave sovietiche (bombardieri e motosiluranti). Pertanto, i Bf 110 erano costretti a frequenti missioni di pattugliamento e difesa aerea, rinunciando a missioni di attacco.
In settembre, una delle missioni più delicate fu la copertura aerea per la Panzerschiffe Lützow e i suoi quattro cacciatorpediniere di scorta: la nave da guerra tedesca, salpata dal Fiordo di Alta, doveva rientrare in Germania. La "Dackelstaffel" distaccò dieci Bf 110 a Stavanger, per garantire la copertura aerea alle navi per il viaggio verso Sud, poco al largo delle coste norvegesi. La prima missione di scorta si risolse in un vero disastro, per i Bf 110: l'Alto Comando della Kriegsmarine, per mantenere l'assoluto silenzio radio, in modo da non attirare l'attenzione dei nemici, non avvertì la squadra navale tedesca che avrebbe ricevuto una scorta aerea. Quando gli Zerstörer si avvicinarono alle navi, pur lanciando razzi di segnalazione per farsi riconoscere come amici, per tutta risposta furono accolti da un fitto fuoco contraereo. Quando gli ufficiali di bordo delle navi tedesche si accorsero del tragico errore, ordinando il "cessate il fuoco!" agli artiglieri, due Bf 110 erano già stati abbattuti ed altri quattro, danneggiati, si schiantarono al suolo nel rientro alla base. Soltanto quattro Zerstörer rimasero disponibili per completare le successive scorte aeree.
Nonostante questo incidente, vi fu comunque un aumento delle operazioni della Kriegsmarine nella zona del Circolo polare artico; e per ordine superiore la "Dackelstaffel" rimase a Kirkenes per tutto l'anno, nonostante le condizioni atmosferiche impedissero i voli per la maggior parte dei giorni. Il 26 dicembre si consumò l'epopea dell'incrociatore da battaglia Scharnhorst, con il suo affondamento da parte della Royal Navy. Il Führer Adolf Hitler ne rimase profondamente contrariato: la mattina presto del giorno successivo, tutte le squadriglie da bombardamento della Luftwaffe in zona (tra le quali la 13.(Z)/JG 5, essendo cacciabombardieri) ricevettero l'ordine, direttamente dalla Cancelleria del Reich, di localizzare e distruggere le navi da guerra britanniche responsabili dell'affondamento dello Scharnhorst, che probabilmente si trovavano ancora al largo di Capo Nord. I Bf 110G-2 furono subito armati con bombe, ma una fittissima nebbia avvolgeva la base aerea, con visibilità zero; e il Servizio Meteorologico rapportava visibilità pessima in tutta l'area marina di Capo Nord. La 13.(Z)/JG 5 attese molte ore in stato di allarme. Infine, non migliorando le condizioni meteo, la missione fu annullata.

#### "Dackelstaffel" 1944-45
Constatata l'effettiva impossibilità di operare efficacemente dalla base di Kirkenes durante l'inverno, al primo giorno utile per il volo, il 9 gennaio 1944, la "Dackelstaffel" si trasferì a Kiestinki, in Finlandia, per continuare le operazioni contro la linea ferroviaria per Murmansk. Ma dopo poche missioni, il 14 febbraio i Bf 110 furono rischierati più a sud e in Norvegia, presso la base aerea di Herdla, per contrastare gli attacchi dell'aviazione alleata contro le coste norvegesi e le navi tedesche nella zona. Le missioni di ricognizione armata e pattugliamento, contro gli aerei e le navi da guerra alleate, portarono a diverse perdite, nel corso dei mesi.
Il 18 luglio, la "Dackelstaffel" interruppe temporaneamente la sua storica collaborazione con i Bf 109 della JG 5: riclassificata 10./ZG 26, all'interno del neonato IV./ZG 26, in settembre fu poi divisa in due sezioni, che furono impegnate in diversi aeroporti della Norvegia. Permaneva l'impiego principale nelle pattuglie navali. In novembre, una delle due sezioni ricevette ordine di trasferirsi a Trondheim, per contribuire alla difesa dell'ultima grande corazzata tedesca, già molte volte bersagliata e seriamente danneggiata: la Tirpitz, ancorata nel fiordo di Tromsø.
Dall'estate 1944, comunque, la "Dackelstaffel" soffrì la sorte comune di molti reparti da caccia della Luftwaffe: frammentazione in vari aeroporti, lenti rimpiazzi di aerei ed equipaggi, nonché minor livello di addestramento tra le nuove leve. Contrariamente agli anni passati, ogni mese il numero delle perdite sorpassava il numero delle vittorie aeree. Per una serie di circostanze sfortunate, anche la missione di copertura della Tirpitz non andò a buon fine. Quando il 12 novembre i britannici sferrarono l'ultimo attacco contro la Tirpitz, i Bf 110 di pattuglia ricevettero l'allarme troppo tardi, tra l'altro con indicazioni confuse riguardo alla posizione dei nemici; e per quando raggiunsero il fiordo di Tromsø, i bombardieri britannici avevano già colpito la nave ed erano in fuga, volando molto bassi per eludere l'intercettazione da parte delle stazioni radar tedesche. Quindi, la sezione Zerstörer ricevette ordine di tornare di base nel sud della Norvegia.
L'attività della "Dackelstaffel" proseguì, rallentata dai mesi invernali e dall'ormai critica situazione dei rifornimenti di carburante, sino al 23 febbraio 1945, quando la squadriglia fu sciolta; per scarsità di Bf 110 di rimpiazzo (la produzione industriale dei G-2 era già terminata). Gli equipaggi formarono la nuova squadriglia 7./JG5, per volare con i Fw 190A.

## La difesa aerea diurna del Reich
La difesa aerea del Reich o Reichsluftverteidigung (RLV) divenne una nuova specialità all'interno della Luftwaffe, nel 1943. Tutti gli aerei da caccia che vi partecipavano erano contraddistinti da una fascia gialla verticale, in mezzo alla fusoliera.
Nell'agosto 1942 la Ottava USAAF arrivò in Gran Bretagna, con i suoi bombardieri quadrimotori B-17 Flying Fortress, per iniziare ad effettuare missioni diurne di Bombardamento strategico contro gli impianti industriali in Germania e nei territori occupati dal Terzo Reich, per distruggere la produzione bellica tedesca. Per fronteggiare la nuova minaccia, la Luftwaffe pensò subito ai Bf 110 G-2, in quanto erano Zerstörer sufficientemente robusti ed armati per affrontare i bombardieri strategici USAAF; pertanto le commissioni alle industrie aeronautiche tedesche salirono notevolmente.
Dall'estate 1943, i gruppi ZG impiegarono nuovi massicci armamenti (cannoni da 30 mm o 37 mm, razzi Wfr. Gr. 21 cm) nel ruolo di "Pulkzerstoerer", ovvero "Distruttori di Formazioni di Bombardieri". Questo fu l'anno più fruttuoso per il Bf 110 come intercettore diurno di bombardieri pesanti; quando i bombardieri strategici USAAF volavano ancora senza alcun caccia di scorta; sebbene molte perdite si ebbero comunque ad opera del fuoco difensivo dei bombardieri nemici. Inoltre, dall'estate 1943 il Bf 110 iniziò ad essere affiancato dal suo successore e più moderno Messerschmitt Me 410.
Dall'inizio del 1944, il Bf 110 entrò nel secondo periodo più duro e difficile della sua carriera come Zerstörer, dopo quello vissuto durante la Battaglia d'Inghilterra del 1940. Dal gennaio 1944, infatti, la sempre più massiccia presenza di caccia di scorta alleati, ad elevate prestazioni, al fianco dei sempre più numerosi bombardieri strategici USAAF, inflissero gravi perdite a tutte le unità Bf 110. Le battaglie aeree del 1944 furono le più massacranti: entrambi i lati in conflitto perdevano centinaia di aerei al mese, ad un ritmo pauroso; e in particolare i tedeschi non potevano attingere ad una crescente riserva di uomini e velivoli, come potevano invece vantare gli Alleati: nel giugno 1944 un solo Zerstoerer Gruppe Bf 110 da caccia diurna (il II/ZG1) era ancora rimasto attivo sul Fronte Occidentale; e fu sciolto entro la fine dell'estate. I restanti Bf 110, ad eccezione della "Dackelstaffel" in Norvegia, continuarono ad operare esclusivamente nel ruolo di caccia notturni sino alla fine della Guerra in Europa, nel maggio 1945.

### Gennaio - Luglio 1943
Dopo la Battaglia della Baia di Helgoland, la Luftwaffe trascurò la difesa aerea diurna del Reich, ritenendo ottimisticamente che i britannici non avrebbero mai più inviato bombardieri durante il giorno. Ma quando arrivò la USAAF, fermamente intenzionata ad agire di giorno, l'Alto Comando della Luftwaffe si rese contro che le difese diurne erano qualitativamente e quantitativamente inadeguate, per affrontare il nuovo nemico. Nel gennaio 1943, per sorvegliare lo spazio aereo dell'Europa centrale ed occidentale, comprendente la Germania e parte dei territori occupati (Paesi Bassi, Belgio, Lussemburgo e Nord della Francia), il Comando Caccia della Luftwaffe disponeva complessivamente di soli 20 Gruppen da caccia diurna: 13 Gruppen di Bf 109F/G e 7 Gruppen di Fw 190A. Questi aerei, pur validi nel dogfight, non erano ancora stati sviluppati, negli armamenti e blindature, per affrontare efficacemente i bombardieri quadrimotori come il B-17 Flying Fortress.
Il primo provvedimento della Luftwaffe fu di iniziare a richiamare Gruppen da caccia da altri Fronti, specie dal Fronte Orientale (lasciandolo sempre più sguarnito). Il secondo provvedimento fu di mutare il ruolo operativo per i Gruppen della Zerstörerwaffe, rilanciando il Bf 110 come intercettore di bombardieri. Ma le versioni Bf 110 Zerstörer erano quasi tutte impegnate nel Mediterraneo e nel Fronte Orientale, tra l'altro con scarsi rinforzi; e pertanto non potevano essere richiamate nell'immediato. Poiché la Nachtjagd era al momento l'unica forza attrezzata con almeno 300 caccia pesanti, già schierati per la difesa notturna del Reich e sufficientemente armati per distruggere i bombardieri pesanti USAAF, il Comando Caccia della Luftwaffe fu quindi temporaneamente costretto a chiedere aiuto alla Nachtjagd; in attesa di riavere indietro i Bf 110 Zerstörer dagli altri Fronti o quantomeno di riceverne di nuova produzione.
In realtà, l'impiego dei Bf 110 notturni (F-4 e G-4) contro la USAAF offrì risultati controversi. I piloti della caccia notturna non erano abituati alle dinamiche e alle tattiche dei combattimenti diurni; specie quelli più giovani che avevano iniziato la loro carriera di guerra direttamente come piloti da caccia notturni. Ad esempio, il 4 febbraio 1943, otto Bf 110 del IV/NJG4 attaccarono una formazione di B-17 Flying Fortress, riuscendo ad abbattere tre dei bombardieri; ma risultarono a loro volta tutti danneggiati dal fuoco difensivo nemico. In generale, l'impiego dei Bf 110 notturni in operazioni diurne si dimostrò uno spreco di buoni piloti da caccia notturna, nonché di buone apparecchiature tecnologiche, a causa delle perdite in combattimento.
Ma nel frattempo, le industrie aeronautiche tedesche stavano producendo una buona quantità di Bf 110G-2 al mese; e la Luftwaffe stava formando nelle scuole di volo una nuova generazione di piloti per la Zerstörerwaffe, nonché stava sviluppando nuove armi per affrontare i bombardieri quadrimotori americani, quali il Werfergranate 21 e i cannoni da 30, 37 e 50 mm: dall'inizio estate 1943, molti Bf 110G-2 sarebbero stati schierati come "Pulkzerstörer", ovvero "Distruttori di Formazioni" di bombardieri: affiancati dai Me 410, avrebbero dato efficace manforte nella difesa aerea diurna del Reich.

### Agosto - Ottobre 1943
La riorganizzazione della Zerstörerwaffe avvenne giusto poco prima dell'inizio delle maggiori offensive aeree USAAF per colpire il cuore industriale del Reich. Prima dell'estate 1943, cautelativamente, i bombardieri statunitensi non si erano mai spinti molto più in la di Brema o della Ruhr, a causa della mancanza di caccia di scorta a lungo raggio. Tuttavia, alcuni alti ufficiali USAAF, primo tra tutti il generale di brigata Ira C. Eaker, erano convinti che le Fortezze Volanti fossero in grado di effettuare con successo missioni in profondità nel territorio nemico, anche senza la scorta di caccia. Inoltre, dagli ambienti politici degli Stati Uniti e delle nazioni alleate, giungevano pressioni affinché la Ottava USAAF si decidesse a sferrare un colpo decisivo all'economia di guerra del Reich, per mettere in seria difficoltà la Wehrmacht dal punto di vista dei rifornimenti ed armamenti; il che avrebbe accelerato la sconfitta tedesca.

#### I "Fianchi di Ferro"
| Unità      | Trasferimento o Creazione              | Comandante Gruppo                    | Nuova Base Operativa       | Nuovi Bf 110 | Note                                  |
| ---------- | -------------------------------------- | ------------------------------------ | -------------------------- | ------------ | ------------------------------------- |
| I./ZG 1    | Dal Fronte Orientale, fine luglio 1943 | Major Heinz Nacke                    | Wunstorf (Germania)        | G2/R3        | -                                     |
| II./ZG 1   | Dal Golfo di Biscaglia, novembre 1943  | Hauptmann Egon Albrecht              | Wels (Austria)             | G2/R3        | -                                     |
| Stab ZG 26 | Nuovo, 13 ottobre 1943                 | Oberstleutnant Karl Boehm-Tettelbach | Wunstorf (Germania)        | G2/R3        | anche Me 410 dal 22 marzo 1944        |
| I./ZG 26   | Nuovo, 13 ottobre 1943                 | ?                                    | Bad Lippspringe (Germania) | G2/R3        | conversione Me 410 dal 1º aprile 1944 |
| II./ZG 26  | Nuovo, 11 ottobre 1943                 | Hauptmann Eduard Tratt               | Hildesheim (Germania)      | G2/R3, G2/R5 | anche Me 410                          |
| III./ZG 26 | Dall'Italia, fine luglio 1943          | Major Fritz Schulze-Dickow           | Plantlünne (Germania)      | G2/R3        | -                                     |
| Stab ZG 76 | Nuovo, agosto 1943                     | Oberstleutnant Theodor Rossiwall     | Ansbach (Germania)         | G2/R3        | anche Me 410 dal 25 aprile 1944       |
| I./ZG 76   | Nuovo, agosto 1943                     | ?                                    | Ansbach (Germania)         | G2/R3, G2/R5 | anche Me 410 dal 25 aprile 1944       |
| II./ZG 76  | Nuovo, agosto 1943                     | Major Herbert Kaminski               | Wertheim (Germania)        | G2/R3, G2/R5 | anche Me 410                          |
| III./ZG 76 | Nuovo, novembre 1943                   | Hauptmann Johannes Kiel              | Öttingen (Germania)        | G2/R3, G2/R5 | -                                     |

La rinascita della Zerstörerwaffe come forza da intercettazione bombardieri fu voluta dal Reichsmarschall Hermann Göring che, con rinnovato interesse per i Bf 110, tornava ora a chiamarli con enfasi "meine Eisenseiten!", ovvero "i miei Fianchi di Ferro!" (facendo riferimento agli Ironsides di Oliver Cromwell): dagli stessi aerei che lui in persona, meno di tre anni prima, dopo la Battaglia d'Inghilterra, aveva definito "fallimentari" ed incolpato Ernst Udet per avervi riposto troppa fiducia, ora si aspettava che avessero fatto la differenza per la difesa del Reich.
In effetti, la minaccia dei bombardieri strategici USAAF richiedeva caccia pesantemente armati. A tal proposito, il 2 agosto 1943, l'Oberkommando der Luftwaffe emanò la Direttiva Speciale 110/865/055 che ordinava, per i Bf 110 in missione di intercettazione bombardieri, la dotazione di lanciarazzi Werfergranate 21 (possibilmente quattro o sei); stabilendo di fatto la nascita della nuova specialità dei "Pulkzerstörer", ovvero "Distruttori di Formazioni" di bombardieri. Quale ulteriore potenziamento del fuoco offensivo, la Luftwaffe ordinò che 107 Bf 110G-2 e 43 Bf 110G-3 (ex-fotoricognitori) montassero come dotazione standard il cannone da 37 mm 3,7 cm FlaK 18 in configurazione G2/R5; tuttavia tale attrezzaggio fu piuttosto lento (ancora nell'autunno 1943, solo poche decine di Bf 110 montavano il cannone da 37 mm). Comunque, altre armi potevano essere caricate dai normali Bf 110G-2/R3, quali ad esempio cannoni aggiuntivi da 20 mm o 30 mm; oppure bombe a grappolo AB 250 od AB 500.
L'Ottava USAAF non sottovalutava la caccia della Luftwaffe: prevedeva di ricevere i caccia di scorta a lungo raggio, quali i P-38, ma soprattutto i P-51 e i nuovi modelli di P-47, entro la fine del 1943. Tuttavia, probabilmente gli statunitensi non si aspettavano che i tedeschi sarebbero riusciti ad organizzare una Zerstörerwaffe talmente numerosa e ben armata già dall'estate del 1943. Come conseguenza, dall'Agosto al dicembre 1943, si svolsero quasi quattro mesi di durissime battaglie aeree, nei cieli del Reich, durante le quali la Luftwaffe abbatté un numero impressionante di bombardieri USAAF: non essendo disturbati dalla presenza di caccia nemici, gli intercettori tedeschi avevano la possibilità di scegliere come e quando colpire.

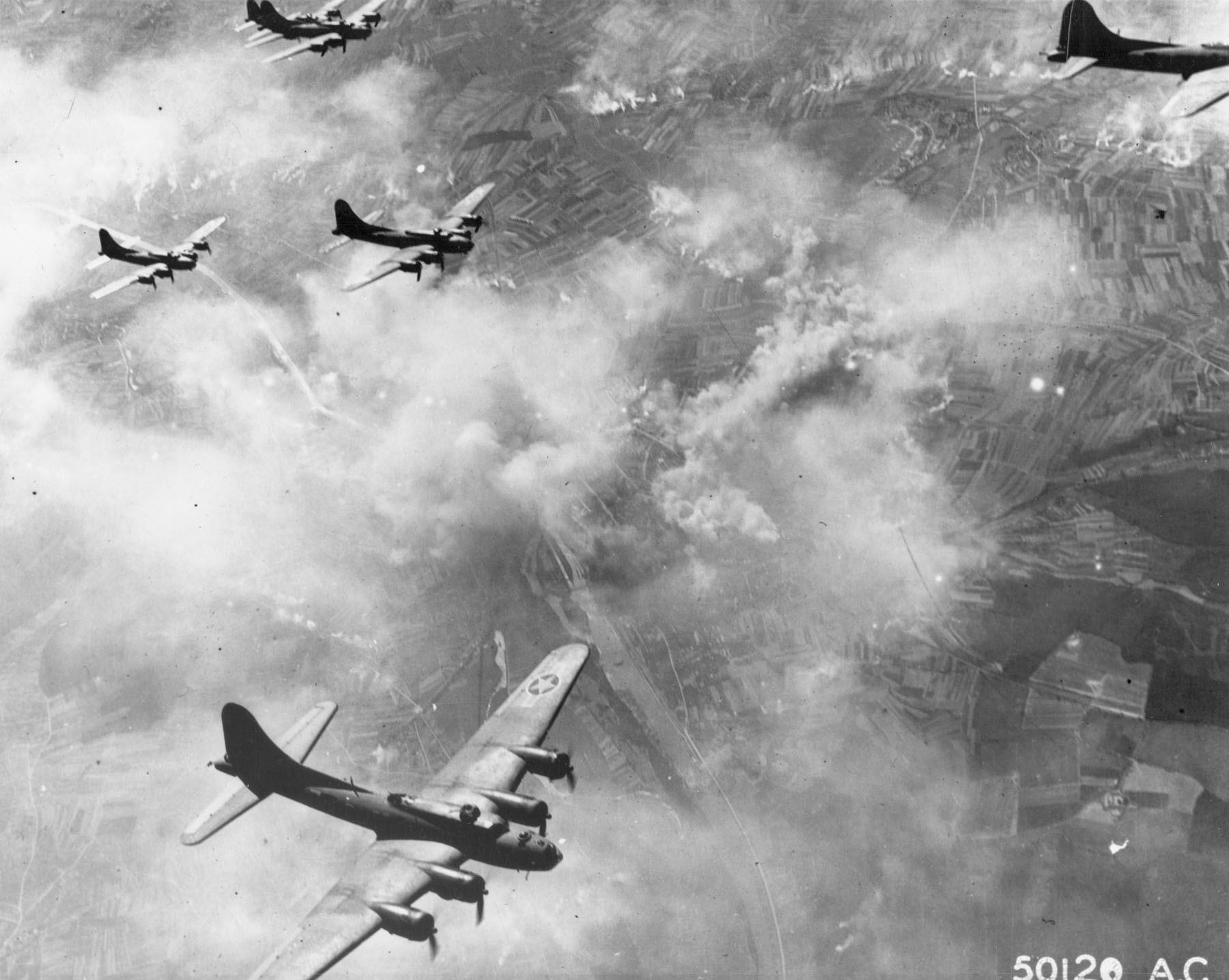
B-17 della 1st Bomb Wing USAAF sopra Schweinfurt, Germania, il 17 agosto 1943.

Il 17 agosto, l'Ottava USAAF tentò la sua prima incursione strategica nel cuore del Reich, per colpire le fabbriche di cuscinetti a sfera presso Schweinfurt, nonché le fabbriche di aerei Messerschmitt AG di Ratisbona. I 376 B-17, che volavano in due grandi gruppi separati, ricevettero abbondante scorta di caccia sino ai confini tra Belgio e Germania; quindi proseguirono da soli verso i bersagli. Così, dei circa 400 caccia tedeschi Bf 109G, Bf 110G, Me 410A e Fw 190A che decollarono per intercettare i bombardieri, la maggior parte ebbero occasione di agire indisturbati. Sebbene molte Fortezze Volanti riuscirono effettivamente a colpire i bersagli assegnati, le perdite furono tremende: 60 B-17 abbattuti; 28 B-17 gravemente danneggiati rientrarono fortunosamente alle loro basi, ma i loro danni non erano economicamente riparabili e dovettero essere demoliti. Ulteriori 60 B-17 avevano ricevuto danni di varia entità. I tedeschi persero complessivamente 40 caccia (buona parte dei quali abbattuti dai caccia di scorta statunitensi e britannici). Sia i Bf 110 Zerstörer che i Bf 110 Nachtjager avevano partecipato alla missione, arrecando pesanti danni alle formazioni nemiche. Le perdite ammontarono a nove Bf 110G-4 (caccia notturni) del II./NJG 1, tutti abbattuti dai P-47 di scorta ai B-17.

#### La Luftwaffe in vantaggio
La difesa contro il raid su Schweinfurt del 17 agosto 1943 fu il primo di una serie di successi conseguiti dai Pulkzerstörer: nonostante alcune penalizzazioni alla velocità e manovrabilità dei Bf 110, dovuti al trasporto di armi pesanti, i lenti bombardieri USAAF non potevano sfuggire agli attacchi degli Zerstörer. Il semplice fatto che i caccia di scorta USAAF, quanto a raggio di azione, non potevano ancora spingersi molto oltre i Paesi Bassi e il Belgio, fece sì che i Bf 110 ebbero a disposizione, per alcuni mesi, una zona di caccia relativamente tranquilla, ad est del fiume Reno. Ad esempio, il 6 settembre, una forza di 338 B-17 si diresse a colpire le fabbriche di cuscinetti a sfera e di munizioni presso Stoccarda: 45 Fortezze Volanti furono abbattute dalla caccia tedesca, e nessuno dei Bf 110 partecipanti andò perduto.
Per gli Zerstörer, le zone di intercettazione più a rischio erano quelle al limite della linea Brema, Kassel e Francoforte sul Meno, ovvero il limite del raggio di azione dei caccia statunitensi. Il 4 ottobre, 155 Fortezze Volanti andarono in missione contro le fabbriche di munizioni e lo scalo ferroviario di Francoforte sul Meno, nonché la base aerea di Wiesbaden. I bersagli erano quasi entro il raggio di scorta dei P-47 statunitensi, pertanto oltre 200 caccia USAAF riuscirono a proteggere i bombardieri per la maggior parte del viaggio. Gli Zerstörer ne pagarono le conseguenze: 15 di 40 Bf 110 del II./ZG 76 caddero preda del 56th Fighter Group, nei pressi di Colonia, senza che i caccia statunitensi subissero una sola perdita. Tuttavia, prima di scontrarsi con i P-47, i Bf 110 avevano fatto in tempo a sparare i Werfergranate 21 contro il gruppo posteriore della grande formazione di B-17, abbattendo tre Fortezze Volanti del 381st BG con i soli razzi; quindi abbattendo altre cinque Fortezze Volanti con i cannoni. Le perdite di Bf 110 furono comunque giudicate inaccettabili dalla Luftwaffe. Considerando particolarmente preziosi i "Fianchi di Ferro" per l'abbattimento dei quadrimotori USAAF, l'Oberkommando der Luftwaffe ordinò che, qualora fosse stato necessario l'intervento degli Zerstörer ad ovest della linea "Brema - Kassel - Francoforte sul Meno", questi dovevano essere sempre scortati da Bf 109 o Fw 190, nella misura di due squadriglie di scorta per ciascun Gruppo Distruttori.
La "Black Week" o "Settimana Nera", per l'Ottava USAAF, avvenne nell'autunno 1943. L'8 ottobre, una forza di 389 B-17 e B-24 in azione contro il porto e i cantieri navali di Brema perse 31 bombardieri (19 dei quali abbattuti dagli Zerstörer del ZG 26). Il giorno dopo, una forza complessiva di 368 Fortezze Volanti colpì diverse fabbriche di motori aeronautici nel Nord della Germania, tra le quali Marienburg, registrando la perdita di 28 quadrimotori. Il 10 ottobre, l'incursione sulle fabbriche di munizioni presso Münster comportò l'abbattimento di altri 30 B-17 sulla forza di 313 (18 dei quali ad opera del ZG 26). La "Black Week" culminò il 14 ottobre con la seconda incursione su Schweinfurt: 60 B-17 abbattuti ed altri 17 danneggiati irreparabilmente. In tutte queste incursioni, i Bf 110 ebbero un peso importante negli abbattimenti. In particolare, i G-2/R5 si dimostrarono in grado di abbattere facilmente i quadrimotori con il loro cannone da 37 mm, mantenendosi ben al di fuori della portata delle mitragliatrici difensive dei bombardieri USAAF. In tutte queste incursioni, gli Zerstörer furono accreditati per almeno il 50% degli abbattimenti di bombardieri reclamati dalla Luftwaffe.
Così, a metà ottobre 1943, la Luftwaffe si ritrovò in vantaggio, nella lotta per la difesa aerea del Reich. Nonostante i quadrimotori USAAF riuscissero effettivamente a colpire gli obiettivi assegnati, il ritmo delle perdite di bombardieri era insostenibile; anche perché le perdite tedesche non erano sufficientemente pesanti, per ripagare adeguatamente gli sforzi dell'USAAF. La fiducia del Reichsmarschall Göring nei "Fianchi di Ferro" divenne talmente elevata che, dopo il secondo successo nella difesa di Schweinfurt, ordinò la costituzione di una "Flotta di Super-Distruttori": questa flotta, composta da Bf 110 e Me 410 massicciamente armati con armi aria-aria di nuova generazione, quali il cannone da 50mm, il Trommelgerät e gli R4M (ancora sperimentali), avrebbe dovuto costituire la forza principale di difesa aerea del Reich.

### Novembre 1943 - Febbraio 1944
Il Reichsmarschall Göring contava sulla prevista "Flotta di Super-Distruttori" per difendere il cuore del Reich nel corso del 1944, anno per il quale si prevedeva un notevole incremento della produzione industriale tedesca, grazie ai nuovi piani del Ministro degli Armamenti Albert Speer. Le speranze di Göring, per mantenere il controllo dei cieli sopra la Germania, erano fondate soprattutto nel fatto che l'Ottava USAAF non disponeva ancora di caccia monomotori a lungo raggio di azione; ne Göring riteneva possibile che fossero realizzati: "Gli americani non sono bravi nel costruire aerei. Sono molto bravi nell'inventare frigoriferi e rasoi elettrici."

#### Il cambio delle tattiche USAAF
Le intenzioni di Göring furono però intuite dagli strateghi dell'Ottava USAAF che, considerate le modalità di impiego degli Zerstörer, nonché degli altri tipi di caccia, da parte della Luftwaffe, tentarono di sviluppare nuove tattiche per diminuire le perdite di bombardieri.
Nell'ottobre 1943, il colonnello Curtis LeMay sviluppò una nuova formazione di volo per le squadriglie di quadrimotori statunitensi, denominandola "Combat Wing". Ogni "Combat Wing" era composta da un gruppo di 36 bombardieri, formato a sua volta da "Combat box" di 12 aerei disposte in cuneo obliquo. Il primo vantaggio di questa formazione, contro i Bf 110 e Me 410, era la diminuita esposizione all'attacco con missili; poiché la "Combat Box" presentava un centro formazione vuoto. Difatti i Werfergranate 21 erano armi poco precise, e i Pulkzerstörer erano soliti sparare i razzi verso il centro del gruppo nemico per avere maggiori possibilità di colpire qualche quadrimotore; ma adottando la "Combat Box", le singole squadriglie di bombardieri USAAF di fatto risultavano meno vulnerabili proprio quando i razzi venivano sparati nel centro della formazione. A questo punto, i Caccia Distruttori tedeschi avrebbero dovuto lanciare i razzi verso gli estremi della formazione nemica, per avere maggiori possibilità di colpire i bombardieri; ma la conformazione a cuneo obliquo della "Combat Wing" rendeva ulteriormente difficile il puntamento dei razzi: se questi non fossero esplosi precisamente nel punto desiderato, sarebbero necessariamente caduti in un punto vuoto (mentre con le formazioni utilizzate in precedenza dall'USAAF, denominate "Javelin Down", i razzi avevano maggiori possibilità di colpire occasionalmente qualche bombardiere). Sebbene le perdite di bombardieri USAAF rimasero pesanti anche con la nuova tattica, la "Combat Box" risultava comunque più scomoda da affrontare per i Bf 110, in quanto soltanto i bombardieri all'estremità della formazione potevano essere attaccati, senza incorrere nel massiccio fuoco difensivo nemico.
Un'altra tattica fu resa possibile, per l'Ottava USAAF, dall'arrivo dei caccia pesanti P-38 ai primi di novembre 1943. I P-38 disponevano di un lungo raggio di azione e, sebbene a livello di prestazioni non fossero propriamente ideali contro i più agili Bf 109 e Fw 190 della Luftwaffe, risultarono comunque eccellenti per la ricognizione avanzata contro le squadriglie di intercettori nemici. Mentre i P-47 effettuavano la scorta ravvicinata ai bombardieri (compatibilmente con la loro autonomia), i P-38 fungevano da avanguardia e, spingendosi in profondità nel Reich, con attacchi del tipo "colpisci e fuggi" andavano a disturbare le squadriglie da caccia della Luftwaffe, sorprendendole o mentre decollavano o mentre si organizzavano in formazione per andare ad intercettare i bombardieri: in pratica, un ruolo da autentici Zerstörer, come paradossalmente era stato concepito dalla stessa Luftwaffe meno di 10 anni prima. In particolare, le pattuglie a lungo raggio effettuate dai P-38 erano intenzionalmente indirizzate in prossimità delle basi di Bf 110 e Me 410: dall'esperienza nella Guerra del Mediterraneo, gli americani sapevano che i Caccia Distruttori tedeschi avevano alcuni problemi nel dogfight contro i P-38, e qualsiasi ritardo provocato ai gruppi Pulkzerstörer, nel raggiungere i bombardieri americani, era utile.

#### Lotta contro il tempo
La vera novità negativa, per i tedeschi, si manifestò il 13 dicembre 1943 quando, contrariamente alle previsioni di Göring, una grossa formazione di B-17 diretta contro il porto e le fabbriche di Kiel fu accompagnata dai primi, nuovissimi caccia monomotori di scorta a lungo raggio: i P-51 Mustang. Sebbene l'iniziale versione "B" del Mustang soffrisse di alcuni difetti, primo tra tutti la potenza di fuoco limitata a quattro mitragliatrici Cal 0.50 da 12,7 mm, l'arrivo di un agile e veloce caccia monomotore nemico a lungo raggio fu, comunque, una novità molto pericolosa per la Zerstörerwaffe. Fu proprio un Bf 110 del ZG 26 la prima vittoria aerea raccolta da un P-51 nel Teatro Europeo, nel corso della missione del 13 dicembre.
Da quel giorno, fu chiaro che i "Fianchi di Ferro" di Göring non avrebbero più avuto basi sicure da dove operare. L'OKL rispose immediatamente emanando una nuova direttiva: i Bf 110 e Me 410 avrebbero dovuto attaccare i bombardieri USAAF soltanto quando i caccia di scorta americani ne fossero stati sufficientemente allontanati, ad opera dei Bf 109 e Fw 190. Questa nuova tattica, in realtà, sarebbe stata sempre meno applicabile, data la crescente forza numerica USAAF: già dalla primavera 1944, i caccia di scorta americani sarebbero divenuti talmente numerosi da vanificare qualsiasi tipo di tattica evasiva, da parte tedesca.
A questo punto, la guerra aerea per la Zerstörerwaffe divenne una lotta contro il tempo: assestare colpi pesanti alle forze da bombardamento USAAF prima che la presenza dei caccia di scorta americani diventasse preponderante. A tal scopo, l'OKL organizzò una massiccia "imboscata" di Bf 110 contro i Viermot statunitensi (bombardiere quadrimotore, secondo lo slang della Luftwaffe): contrariamente al passato, i caccia distruttori tedeschi si sarebbero dovuti concentrare contro uno solo dei raid USAAF della giornata, anziché diluire le forze per rispondere a tutti i raid: l'intenzione era di ottenere l'effetto più devastante possibile. L'OKL sperava che l'eventuale annientamento di un intero gruppo bombardieri, anziché abbattere alcuni bombardieri appartenenti a vari gruppi, avrebbe minato decisivamente il morale degli aviatori statunitensi.
L'occasione si presentò l'11 gennaio 1944. L'USAAF lanciò una serie di raid diretti a colpire gli aeroporti, le fabbriche di aerei e motori aeronautici tedesche (Operazione Pointblank). I Mustangs non erano ancora sufficientemente numerosi per offrire una copertura totale ai bombardieri USAAF: meno di 40 P-51 potevano continuare ad accompagnare i 500 B-17 e B-24 al di là del raggio di scorta dei P-47. Non appena i P-47 invertirono la rotta per tornare alla base, a corto di carburante, tutti gli Zerstörer disponibili in un raggio di 300 km si concentrarono principalmente contro due soli stormi bombardieri USAAF, per un totale di 291 B-17, diretti verso le fabbriche di Oschersleben ed Halberstadt. Anche i Bf 110G-4 notturni parteciparono, nel ruolo di "spazzini" (ovvero, per dare il colpo di grazia ai bombardieri danneggiati e usciti di formazione). Alla fine della giornata, complessivamente, 58 B-17 e due B-24 furono abbattuti, e circa un centinaio di Viermot danneggiati. Di queste 60 vittorie aeree conseguite dalla Luftwaffe, ben 41 furono accreditate ai Bf 110, alcune in collaborazione con i Bf 109. Comunque, il ridotto numero di P-51 presenti nella zona combatté valorosamente: almeno quattro Bf 110 furono abbattuti da un singolo asso americano, James H. Howard.

#### Big Week
Il Comandante USAAF, il generale Henry H. Arnold, decise di rispondere energicamente alla nuova sfida della Luftwaffe, senza risparmio di forze e senza badare alle perdite. Dopo altre sanguinose battaglie aeree, si giunse al punto di svolta della guerra aerea sopra la Germania: avvenne nella settimana, soprannominata "Big Week" dagli Alleati, tra il 20 febbraio e il 25 febbraio 1944. L'"Operazione Argument" assestò il primo duro colpo alla forza caccia della Luftwaffe: 335 aerei tedeschi abbattuti in sei giorni, sebbene anche le perdite USAAF furono parimenti pesanti. Ma Arnold sapeva che i tedeschi, al contrario degli americani, non potevano permettersi di perdere aerei ad un simile ritmo.
Il 20 febbraio, 13 Bf 110 del III./ZG 26 decollarono dalla base aerea di Wunstorf e, prima ancora di raggiungere i bombardieri nemici, furono intercettati dai caccia di scorta del 56th Fighter Group in ricognizione avanzata: ben 11 Bf 110 furono abbattuti. Nei giorni successivi, le perdite proseguirono nello stesso tono. Dopo la "Big Week", l'OKL dispose la progressiva conversione al Me 410 per la maggior parte delle squadriglie Zerstörer, ritenendo che ormai il Bf 110 era troppo lento e non competitivo contro i caccia monomotori USAAF. Tuttavia, la graduale conversione al Me 410 non fu ben accettata dagli equipaggi: sebbene fosse più veloce e più rapido in accelerazione, rispetto al vecchio Zerstörer, il Me 410 era poco agile e scomodo da pilotare, oltre che un po' meno affidabile da diversi punti di vista.

### La caduta della Zerstörerwaffe
(Reichsmarschall Hermann Göring)
Dal marzo 1944, tutti i Gruppen di Bf 110 si consumarono progressivamente nella difesa aerea del Reich. Le conversioni al Me 410 contribuirono a diminuire la presenza degli Zerstörer nelle battaglie diurne. Tuttavia, il Me 410 non si dimostrò globalmente migliore del Bf 110, pertanto la Luftwaffe non poté più contare sui "Fianchi di Ferro".

#### Berlino e le battaglie della Primavera 1944
Il 4 marzo, l'Ottava USAAF lanciò la sua offensiva contro Berlino. I bersagli dei bombardieri erano le industrie belliche attorno alla capitale germanica e paesi limitrofi; ma l'obiettivo reale era continuare a coinvolgere la Luftwaffe in una guerra aerea di dissanguamento: l'aviazione tedesca non poteva rimpiazzare le perdite con la stessa facilità dell'USAAF, e l'indebolimento della Luftwaffe era considerato, dagli strateghi alleati, un fattore chiave per garantire il successo del futuro D-Day.
| Data Missione | Bersagli USAAF                                  | B-17 (*)       | B-24 (*)                                | P-38 (*)   | P-47 (*)    | P-51 (*)     | Luftwaffe | Bf 110 (*) | Vittorie Bf 110 |
| ------------- | ----------------------------------------------- | -------------- | --------------------------------------- | ---------- | ----------- | ------------ | --------- | ---------- | --------------- |
| 4 marzo       | Berlino, Bonn, Colonia, Dusseldorf, Francoforte | 502 (37-1-120) | (ritirati per pessime condizioni meteo) | 86 (4-2-1) | 563 (4-1-5) | 121 (16-1-1) | ?         | ?          | ?               |
| 6 marzo       | Berlino                                         | 504            | 226                                     | ?          | ?           | ?            | ?         | ?          | ?               |
| 8 marzo       | ...                                             | ?              | ?                                       | ?          | ?           | ?            | ?         | ?          | ?               |

(*) I numeri fra parentesi, in successione, indicano: aerei abbattuti, aerei danneggiati irreparabilmente (schiantati al suolo in fase di atterraggio, oppure equipaggi paracadutati sulla via del ritorno), aerei danneggiati ma rientrati alla base.
Le altre missioni USAAF contro il Reich si susseguirono con cadenza quotidiana. Ad esempio, il 16 marzo fu un altro giorno di pesanti perdite per gli Zerstörer: il ZG 76 inviò ben 43 Bf 110 per intercettare un raid contro Augusburg, riuscendo ad abbattere 18 B-17; ma lo stormo perse 26 Bf 110, più altri 10 danneggiati.
(da completare)

#### La difesa delle raffinerie
(da completare)

#### La fine degli Zerstörer
(da completare)